# Piers Courage
Piers Raymond Courage [piəs ˈkʌrɪdʒ] (* 27. Mai 1942 in Colchester, England; † 21. Juni 1970 in Zandvoort, Niederlande) war ein britischer Automobilrennfahrer. Er entstammte einer wohlhabenden Unternehmerfamilie. Der Eton-Absolvent galt als einer der letzten Gentleman Drivers. Er bevorzugte Monopostorennen und trat ab 1964 vornehmlich im Formelsport an. Courage war eng mit dem Rennstallbesitzer Frank Williams befreundet, für dessen Team er einige Jahre in der Formel-2-Europameisterschaft und in der Formel-1-Weltmeisterschaft fuhr. Beim Großen Preis der Niederlande 1970 verunglückte er mit einem von Williams eingesetzten Rennwagen tödlich.

## Familie und Privatleben

### Persönliches
Piers Courage kam aus einer britischen Unternehmerfamilie mit hugenottischen Wurzeln. Der Familie gehörte die 1787 gegründete, landesweit bekannte Londoner Bierbrauerei Courage Brewery.
Piers Courage war das erste von drei Kindern von Richard Courage und Jean Courage, geborene Watson. Sein Vorname war der mittelalterlichen Erzählung Piers Plowman entlehnt. Er hatte zwei jüngere Brüder und war für die Nachfolge seines Vaters in der Leitung der Courage Brewery vorgesehen, übernahm tatsächlich aber keine Funktion in dem Unternehmen.
Courage wuchs in Essex auf. Nach Grundschulen in Windsor und Seaford besuchte er das Eton College. Im Sommer 1961 bemühte er sich um ein Studium an der Cambridge University, bestand aber die Aufnahmeprüfung nicht. Stattdessen begann er eine Lehre zum Buchhalter bei Pricewaterhouse, die er allerdings nachlässig betrieb und Anfang 1964 schließlich abbrach, um sich voll dem Motorsport zu widmen. Daraufhin kam es vorübergehend zu einem Bruch mit seiner Familie.
Im März 1966 heiratete Courage Lady Sarah-Marguerite „Sally“ Curzon, die Tochter von Lord Francis Curzon, einem Offizier und Rennfahrer, der 1931 das 24-Stunden-Rennen von Le Mans gewonnen hatte. Aus der Ehe gingen die Söhne Jason (geb. 1967) und Amos (geb. 1969) hervor. Jason Courage begann 1988 eine Karriere als Automobilrennfahrer, kam aber über das Amateurniveau nicht hinaus. 1995 verunglückte er bei einem Unfall im Straßenverkehr schwer und ist seitdem querschnittgelähmt. Nach Piers Courages Tod heiratete seine Witwe 1972 den Buchmacher, Spielhallenbesitzer und späteren Politiker John Aspinall (1926–2000).
Angesichts seiner Herkunft und seiner Bildung, aber auch wegen seines Habitus galt Courage als „echter Gentleman“ (Bernie Ecclestone). Nach Ansicht von Zeitgenossen hatte er einen ausgeprägten Sinn für Stil und betont gepflegte Umgangsformen, durch die er sich von den meisten anderen Rennfahrern seiner Zeit abhob. Dieser Eindruck wurde durch die Eheschließung mit der zum britischen Adel gehörenden „Sally“ Curzon noch verstärkt. Courage und seine Ehefrau, die als Fotomodell selbst einen hohen Bekanntheitsgrad hatte, waren in den späten 1960er-Jahren vielfach Gegenstand von Berichterstattungen in der britischen Regenbogenpresse. Dieses Bild übertrug sich auch auf seine Tätigkeit als Rennfahrer. So wurde Courage üblicherweise als Herrenfahrer angesehen. Selbst eine 2003 erschienene Biografie führte noch den Begriff „Gentleman Racer“ im Untertitel und meinte, Courage sei der letzte Vertreter dieser Gattung gewesen.

### Frank Williams

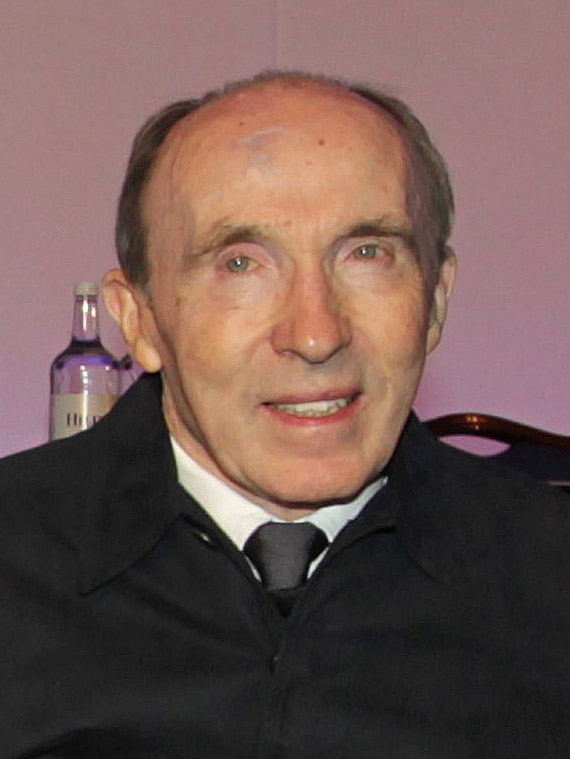
Langjähriger Wegbegleiter Courages: Frank Williams

Courages engster Freund war Frank Williams, der ihn seit den frühen 1960er-Jahren begleitete. Williams gab ihm den Spitznamen „Porridge“ (deutsch: Haferbrei). In den frühen 1960er-Jahren reiste Williams zeitweise mit Courage als dessen Mechaniker durch Europa, wobei es nach der Darstellung von Williams angesichts seines sehr geringen technischen Verständnisses weniger um wirkliche Hilfe als vielmehr um gemeinsamen Zeitvertreib ging. Seit 1968 fuhr Courage für das Team Frank Williams Racing Cars. Auf seine Initiative war es zurückzuführen, dass Williams zunächst in die Formel 2 und ein Jahr später in die Formel 1 aufstieg. „Sally“ Courage beschrieb die Beziehung zwischen ihrem Mann und Frank Williams als „etwas ganz Besonderes“. Charles Lucas, ein gemeinsamer Freund und zeitweise Courages Teamchef, nannte die Beziehung „sagenhaft“: Williams und Courage hätten sich gegenseitig „hochgeschaukelt“. Beide hatten uneingeschränktes Vertrauen zueinander. Courage meinte, Williams und er verstünden sich wortlos. Die Nähe zu Frank Williams war auch der maßgebende Grund, ein lukratives Angebot der Scuderia Ferrari auszuschlagen. Frank Williams erklärte später, er habe Courage „angebetet“ („I worshipped the guy“). Er bezeichnete den Unfalltod Courages rückblickend als den „größten emotionalen Schlag meines Lebens.“ Er nannte seinen 1975 geborenen ersten Sohn nach Piers Courage.
Daneben unterhielt Courage ab 1969 eine enge Freundschaft zu Jochen Rindt.

## Piers Courage im Motorsport

### Hintergrund und Rahmenbedingungen

#### Pinner Road

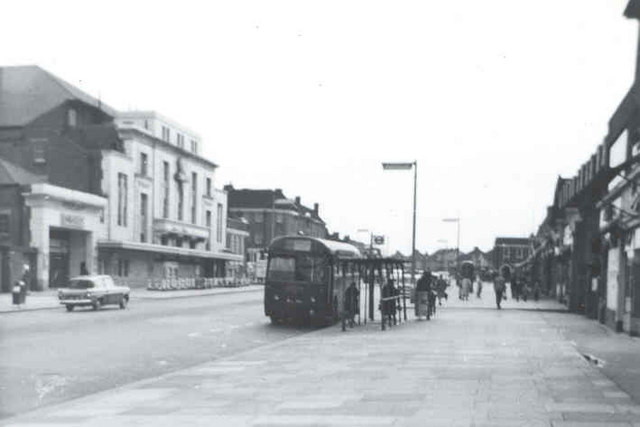
Pinner Road in Harrow, London: Sammelpunkt des „Kreises der Motorverrückten“ (ca. 1962)

Während seiner Zeit in Eton kam Courage durch Mitschüler mit dem Motorsport in Kontakt. Über Etonians lernte er neben Frank Williams auch den angehenden Rennfahrer Jonathan Williams – nicht verwandt mit Frank Williams – sowie die späteren Motorsportmanager Anthony „Bubbles“ Horsley und Sheridan Thynne kennen, die seinerzeit ebenfalls Autorennen fuhren. Zeitweise schlossen sich Innes Ireland und Peter Gethin diesem „Kreis der Motorverrückten“ an, die einige Jahre lang eine in der Szene sehr bekannte Wohnung in der Pinner Road im Londoner Bezirk Harrow miteinander teilten. In diesem Umfeld entwickelte sich Courage vom Amateurfahrer zum professionellen Motorsportler. Die in der Pinner Road geknüpften engen Freundschaften blieben über die frühen 1960er-Jahre hinaus bestehen und führten die Beteiligten auch beruflich immer wieder zusammen. So bildeten Courage und Jonathan Williams 1964 eine Renngemeinschaft, später fuhren beide (allerdings nicht gleichzeitig) für Frank Williams’ Rennstall, dessen Finanzen wiederum über mehrere Jahrzehnte von Sheridan Thynne verwaltet wurden.

#### Gentleman Driver mit finanziellen Schwierigkeiten
Durch seine Herkunft und seinen gesellschaftlichen Status war Courage im Motorsport eine Ausnahmeerscheinung. Außenstehende hatten vielfach den Eindruck, Courage sei finanziell abgesichert gewesen. Jackie Stewart, der selbst aus einer gut situierten Unternehmerfamilie stammte, hielt Courage noch 2002 für einen mit „einem silbernen Löffel geborenen Hobbyrennfahrer.“ Der Eindruck finanzieller Absicherung war allerdings unzutreffend. Zwar bekam Courage, solange er das Rennfahren als bloßes Hobby betrieb, wiederholt Unterstützung von seinen Eltern. So kaufte sein Vater die ersten beiden Rennwagen, mit denen er 1962 und 1963 an den Start ging. Nachdem er sich allerdings für eine Karriere als Profirennfahrer entschieden hatte, endeten die elterlichen Zuwendungen. Courage verfügte seitdem lediglich über geringe, aus einem Treuhandfonds fließende Einnahmen und war oft in finanziellen Schwierigkeiten. Den Lebensunterhalt bestritt die Familie bis 1969 unter anderem durch Einnahmen von „Sally“ Courage aus ihrer Tätigkeit als Fotomodell und Dekorateurin.
Nach Ansicht von Jackie Stewart und Frank Williams war Courages „privilegierter Hintergrund“ seiner Karriere im Motorsport hinderlich. Einige Kollegen und Teamchefs – unter ihnen der Lotus-Gründer Colin Chapman – meinten, Courage könne „nicht hart genug“ sein, weil er nicht um seine Karriere kämpfen müsse. Einige waren darüber hinaus der Auffassung, er sei vor allem durch das Geld seiner Familie zum Autorennen gekommen.

### Courages Entwicklung im Überblick

Piers Courages Helmdesign

Courage begann seine Rennfahrerkarriere mit sogenannten Clubrennen, d. h. lokalen Veranstaltungen für kleine, seriennahe Fahrzeuge in der britischen Provinz. Von 1964 bis 1966 fuhr er Formel-3-Rennen in Großbritannien und in Kontinentaleuropa. Nach einem Jahr als Privatfahrer schloss er sich einem finanziell gesicherten Team an, das 1966 von Lotus unterstützt und zu einem Quasi-Werksteam wurde. Courages Hoffnung, dadurch für die Saison 1967 ein Formel-1-Cockpit im Lotus-Werksteam zu erhalten, erfüllte sich nicht. Stattdessen ging er 1967 für unabhängige Teams in der Formel 2 und der Formel 1 an den Start, erzielte aber nur geringe Erfolge. Er stand zu dieser Zeit in dem Ruf, unüberlegt zu handeln und unnötige Unfälle zu provozieren. Sein Teamkollege Roy Pike etwa war der Ansicht, Courage fahre zu risikoreich und könne Gefahren nicht richtig einschätzen, und sein Formel-2-Teamchef John Coombs legte ihm Ende 1967 sogar nahe, den Motorsport gänzlich aufzugeben. Ferner beeinträchtigten die Unfälle 1967 Courages Selbstvertrauen und führten dazu, dass am Ende des Jahres die Fortsetzung seiner Motorsportkarriere auf dem Spiel stand. Mit der selbst finanzierten Teilnahme an Rennen in Neuseeland und Australien gelang es ihm allerdings, sein Ansehen wiederherzustellen, sodass er für 1968 mehrere Angebote für Cockpits in verschiedenen Serien erhielt. In diesem Jahr fuhr Courage erstmals für Frank Williams, der ein eigenes Team in die Formel-2-Europameisterschaft schickte. 1969 weitete sich die Zusammenarbeit mit Williams auf die Formel 1 aus. Beobachter nahmen in diesen Jahren eine Reifung Courages wahr und sahen Anzeichen für außergewöhnliches Talent. In einigen Quellen wird er als eine der Überraschungen des Jahres 1969 beschrieben. Frank Williams hielt Courage zwar „nicht für so gut wie Jochen Rindt, wohl aber für einen der Spitzenfahrer.“
Courage konzentrierte sich während seiner gesamten Karriere weitestgehend auf Rennen in offenen Einsitzern. Sportwagen- und Langstreckenrennen waren die Ausnahme.

### Die einzelnen Jahre im Monopostosport

#### Die Anfänge: Clubrennen

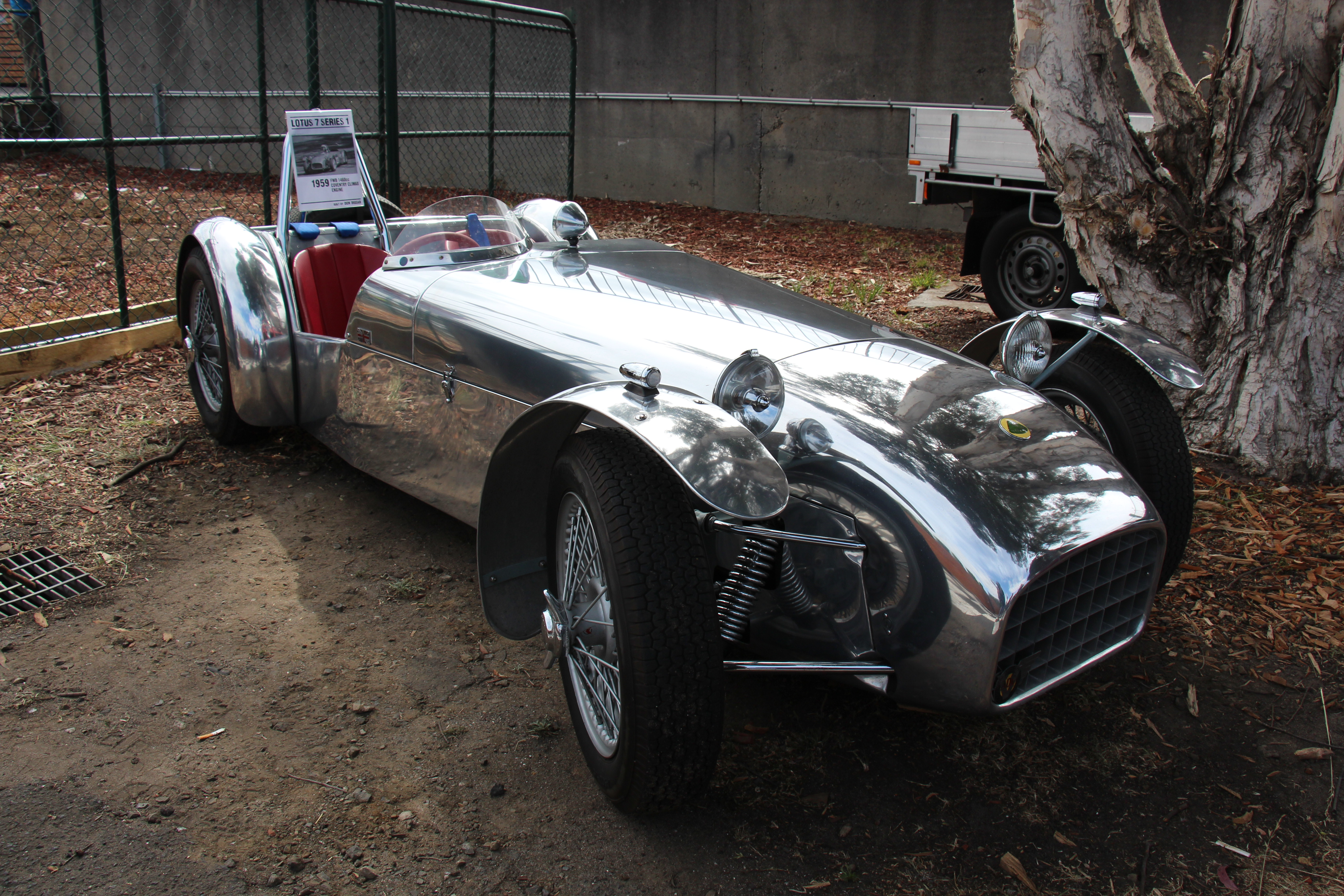
Lotus Seven

Courage fuhr sein erstes Automobilrennen im April 1962 in Brands Hatch. Im Gegensatz zu seinen Freunden, die noch mit modifizierten Serienlimousinen an den Start gingen, begann er seine Karriere in einem für den Rennsport ausgelegten Lotus Seven, den sein Vater kaufte. Dadurch wurde er in seinem Freundeskreis als elitär wahrgenommen. Sein Debütrennen war ein privat organisiertes Sprintrennen, das er als Dritter seiner Klasse beendete. Courage behauptete rückblickend, er habe 1962 etwa 20 Clubrennen bestritten; belegen lässt sich allerdings nur die Teilnahme an sechs Rennen. 1963 fuhr er etwa ein Dutzend Clubrennen mit einem Merlyn-Sportwagen. Dies war das letzte Rennauto, das sein Vater finanzierte.

#### 1964: Formel 3 mit eigenem Team
1964 debütierte Courage in der von der FIA neu eingeführten Formel 3. Mangels ausreichender Eigenmittel konnte er keinen neuen Wagen für diese Klasse kaufen. Er ließ sich stattdessen von einem freien Mechaniker ein Auto mit dem Chassis eines Lotus 31 und technischen Komponenten unterschiedlicher Herkunft bauen. Nach Courages Angaben war das Auto um zwei Drittel günstiger als ein Lotus-Neuwagen. Jonathan Williams, der mit Courage in diesem Jahr gemeinsam antrat, erwarb ein vergleichbares Fahrzeug. Um ihr Motorsportengagement professioneller erscheinen zu lassen, meldeten Courage und Williams die Wagen 1964 nicht – wie es in den 1960er-Jahren unter ungebundenen Fahrern üblich war – unter ihren eigenen Namen, sondern für ein Team Anglo-Swiss Racing, das nur dem Namen nach existierte. Dieses vermeintliche Team hatte seinen Sitz angeblich in Lausanne. Tatsächlich war es lediglich die Garage eines Freundes, die sie im Laufe des Jahres nur einmal aufsuchten. In Wirklichkeit betrieben Courage und Williams ihre Einsätze aus einem Renntransporter heraus, der ihnen in diesem Jahr auch als Wohnunterkunft diente. Frank Williams, der Courage zeitweise begleitete, beschrieb dieses Jahr rückblickend als „Zigeunerleben“ („gypsy existance“). Die Saison war von Geldnöten und Improvisation geprägt: Courage und Jonathan Williams waren ihre eigenen Mechaniker, hatten allerdings nur geringes technisches Verständnis.
Courage konzentrierte sich 1964 auf kontinentaleuropäische Rennen, weil hier das Startgeld zehn- bis zwanzigmal höher war als in Großbritannien. Zwischen April und Oktober 1964 fuhr er 26 Formel-3-Rennen, und zwar überwiegend in Italien, daneben aber ebenso in der Bundesrepublik Deutschland und in der DDR. Seinen ersten Podiumsplatz in der Formel 3 erzielte Courage bei der Coupe Internationale de Vitesse in Reims-Gueux, die er hinter Jackie Stewart im werksunterstützten Cooper der Tyrrell Racing Organisation und Lucien Bianchi im Werks-Alpine als Gesamtdritter und zugleich als bester Privatfahrer beendete. Nachdem er seinen „Lotus-Klon“ bei einem Rennen in Brands Hatch schwer beschädigt hatte, trat er im August 1964 bei zwei niederländischen und einem britischen Rennen mit einem geliehenen Brabham BT9 an. Diese Einsätze wurden von dem Piratensender Radio Caroline finanziert. Im Caroline-Brabham erzielte Courage sein bestes Ergebnis des Jahres: Bei der Zandvoort Trophy wurde er mit 22 Sekunden Rückstand Zweiter hinter Jackie Stewart.

#### 1965: Charles Lucas Engineering
1965 schlossen sich Courage und Jonathan Williams dem Hobbyrennfahrer Charles Lucas an, der auf der Grundlage einer Erbschaft ein eigenes Motorsportprojekt aufbaute. Das neu gegründete Team Charles Lucas Engineering war im Gegensatz zu Courages letztjähriger Formation finanziell gut ausgestattet und neben The Chequered Flag der einzige britische Formel-3-Rennstall, der „nicht von der Hand in den Mund lebte,“ sondern in die Entwicklung einer professionellen Infrastruktur investieren konnte. Das Team war in den Räumlichkeiten des ehemaligen Formel-1-Rennstalls British Racing Partnership in Highgate untergebracht und verfügte über zwei Brabham-BT10-Chassis, die im Vorjahr Jochen Rindt und Alan Rees gefahren hatten. Charles Lucas Engineering wurde zu einem der erfolgreichsten Wettbewerber des Jahres. Courage bestritt in diesem Jahr 35 Rennen. Im Mai 1965 gewann er in Silverstone sein erstes Formel-3-Rennen; bis Dezember 1965 folgten elf weitere Siege.
1965 erschien Courage erstmals bei einem Formel-1-Rennen. Das private Team Bob Gerard Racing meldete ihn zur 1965er Ausgabe des Gran Premio del Mediterraneo in Enna, die keinen Weltmeisterschaftsstatus hatte. Mit seinem schlecht gewarteten und untermotorisierten Formel-2-Cooper T71, der mit einem schwachen 1,5-Liter-Vierzylindermotor von Ford ausgestattet war, scheiterte Courage bereits in der Qualifikation.

#### 1966: Formel 3 mit Unterstützung von Lotus

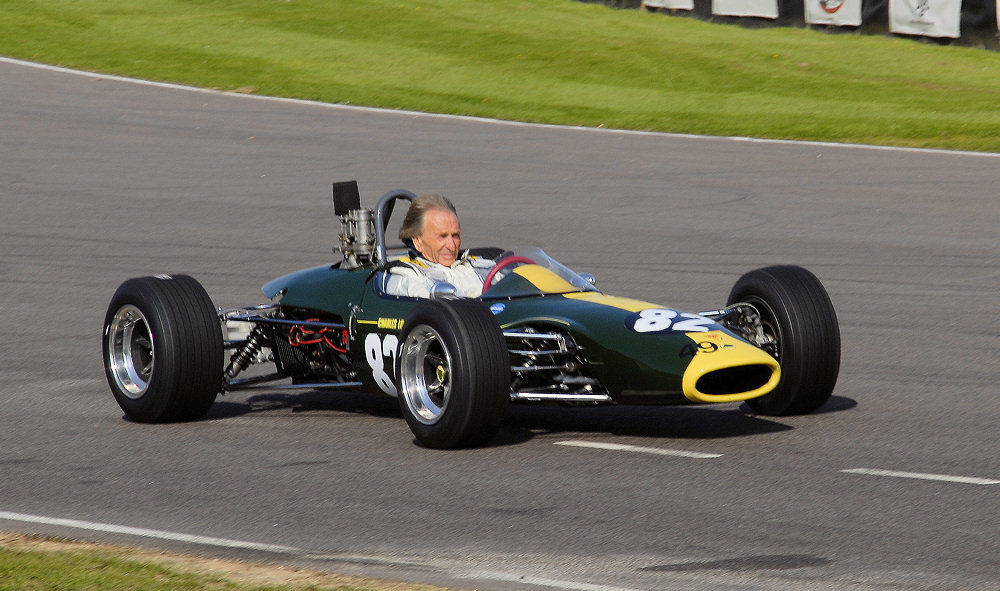
Ein Lotus 41 von Charles Lucas Engineering

1966 blieb Courage bei Charles Lucas, dessen Team in diesem Jahr mit Unterstützung von Lotus fuhr und als Quasi-Werksteam galt. Diese Entwicklung erhöhte den Druck auf Courage: Während bislang der Spaß am Rennen im Vordergrund gestanden hatte, musste er sich nun vor allem vor dem Lotus-Chef Colin Chapman bewähren, denn sein Team stand jetzt in direktem Wettbewerb zu The Chequered Flag, das werksseitig vom Lotus-Konkurrenten Brabham unterstützt wurde. Charles Lucas Engineering und „The Flag“ trugen damit in der Formel 3 stellvertretend die Rivalität zwischen Lotus und Brabham gegeneinander aus. Courages Teamkollege wurde der US-Amerikaner Roy Pike.
Zum Jahresbeginn meldete Lucas seine beiden Fahrer zu der von Juan Manuel Fangio organisierten Temporada Argentina in Südamerika. Courage fuhr hier allerdings kein Rennen. Nach einem Trainingsunfall vor dem ersten Lauf musste er verletzungsbedingt seine Teilnahme an der Temporada beenden. Im weiteren Verlauf des Jahres trat Courage zu 31 Formel-3-Läufen in Großbritannien und Europa an, wobei ihn das Team anders als im Vorjahr und entgegen seinen Vorlieben in erster Linie zu britischen Rennen meldete. Courage hatte anfänglich Schwierigkeiten mit dem Lotus 41, der nach allgemeiner Ansicht im Vergleich zum Brabham das schwächere Auto war, gewann aber nach einigen Umbauten insgesamt sieben Formel-3-Rennen. Die einzige britische Formel-3-Meisterschaft des Jahres war die B.R.S.C.C. Les Leston British F3 Championship. Courage nahm nur an drei Läufen dieser Meisterschaft teil und wurde nicht gewertet.
Parallel zum Formel-3-Engagement mit Charles Lucas ermöglichte Colin Chapman im Sommer 1966 einen Einsatz Courages beim Großen Preis von Deutschland auf dem Nürburgring, einem Formel-1-Weltmeisterschaftslauf, zu dem auch Formel-2-Autos zugelassen waren. Courage ging hier mit einem Lotus 44 des formal eigenständigen, aber von Lotus unterstützten Formel-2-Teams Ron Harris Racing an den Start. Er kam nach vier Runden von der Piste ab und fiel aus.

#### 1967: Krisenjahr in Formel 1 und Formel 2

##### Formel 1

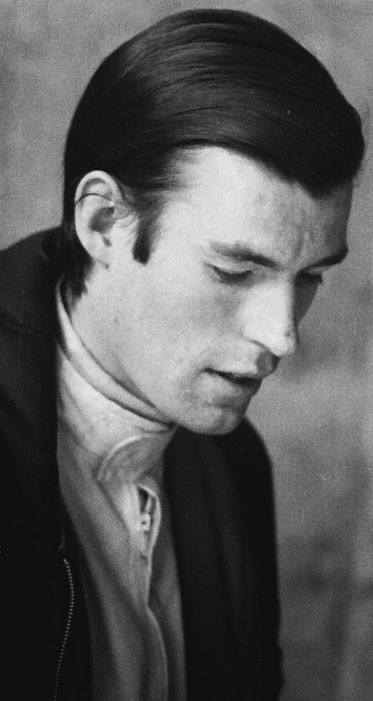
Courages Konkurrent im ersten Formel-1-Jahr: Chris Irwin

Für die Saison 1967 bemühte sich Courage um ein Formel-1-Cockpit im Lotus-Werksteam, erhielt allerdings keine Unterstützung von dessen Chef Colin Chapman, der sich Ende 1966 nach Unstimmigkeiten über die Zuordnung von Siegprämien im Streit von Courages damaligem Formel-3-Team getrennt hatte. Stattdessen ging Courage eine Verbindung mit dem privat organisierten Rennstall Reg Parnell Racing ein, der als Juniorpartner des britischen Rennwagenherstellers BRM und seines Werksteams galt. Hier stand er im Wettbewerb mit Chris Irwin. Die Teamleitung setzte beide Fahrer gegeneinander an: Derjenige von ihnen, der im Laufe der Saison die besseren Ergebnisse erzielen würde, sollte im folgenden Jahr ein Cockpit im BRM-Werksteam erhalten.
Der erste Formel-1-Weltmeisterschaftslauf, den Courage in einem Formel-1-Auto bestritt, war der Große Preis von Südafrika am 2. Januar 1967. Sein Rennwagen war nicht konkurrenzfähig: In einem Umfeld, das überwiegend aus Autos mit 3,0 Litern Hubraum bestand, fuhr Courage einen zwei Jahre alten, konzeptionell auf das Jahr 1962 zurückgehenden Lotus 25, der je nach Quelle mit einem 1,5 oder 2,0 Liter großen Achtzylindermotor von BRM ausgestattet war. Auf dem Kyalami Grand Prix Circuit qualifizierte sich Courage für den letzten Startplatz. Sein Rückstand auf den Polesitter Jack Brabham betrug mehr als 5,5 Sekunden. Im Rennen fuhr er, begünstigt durch mehrere Ausfälle vor ihm liegender Fahrer, bis auf die fünfte Position vor, bevor er in der 52. Runde durch einen Fahrfehler die Benzinleitung seines Autos beschädigte und ausfiel. Rückblickend begründete er den Fehler damit, dass er nach der vorangegangenen Silvesterparty „noch sehr erschöpft“ und im Rennen dementsprechend unaufmerksam gewesen sei. In den folgenden Monaten bestritt Courage zunächst noch mit dem Lotus, später dann mit einem BRM P261 einzelne meisterschaftsfreie Formel-1-Rennen in Europa. Dabei brachte er nicht die Ergebnisse, die sein Teamchef Tim Parnell erwartete, und fiel stattdessen durch langsame Rundenzeiten und wiederholte Fahrfehler auf. Nachdem Courage auch in Monaco wegen nachlassender Konzentration frühzeitig ausgeschieden war, ersetzte Parnell ihn auf Weisung des BRM-Chefs Raymond Mays durch Chris Irwin, der bessere Ergebnisse einfuhr. Courage bekam in diesem Jahr kein Formel-1-Cockpit mehr. Zum Großen Preis von Großbritannien war er zwar gemeldet und nahm am Training teil; er musste sein Auto aber an Irwin übergeben, der seinerseits seinen Wagen an den BRM-Werksfahrer Jackie Stewart hatte abtreten müssen.
Tim Parnell und die meisten Beobachter führten die schwachen Leistungen Courages auf seine fehlende Reife zurück; Jonathan Williams hingegen sah den wesentlichen Grund im veralteten Material des Parnell-Teams: Courage sei bei dem Versuch, „Leistung aus einem Müllwagen herauszukitzeln,“ überambitioniert gewesen.

##### Formel 2

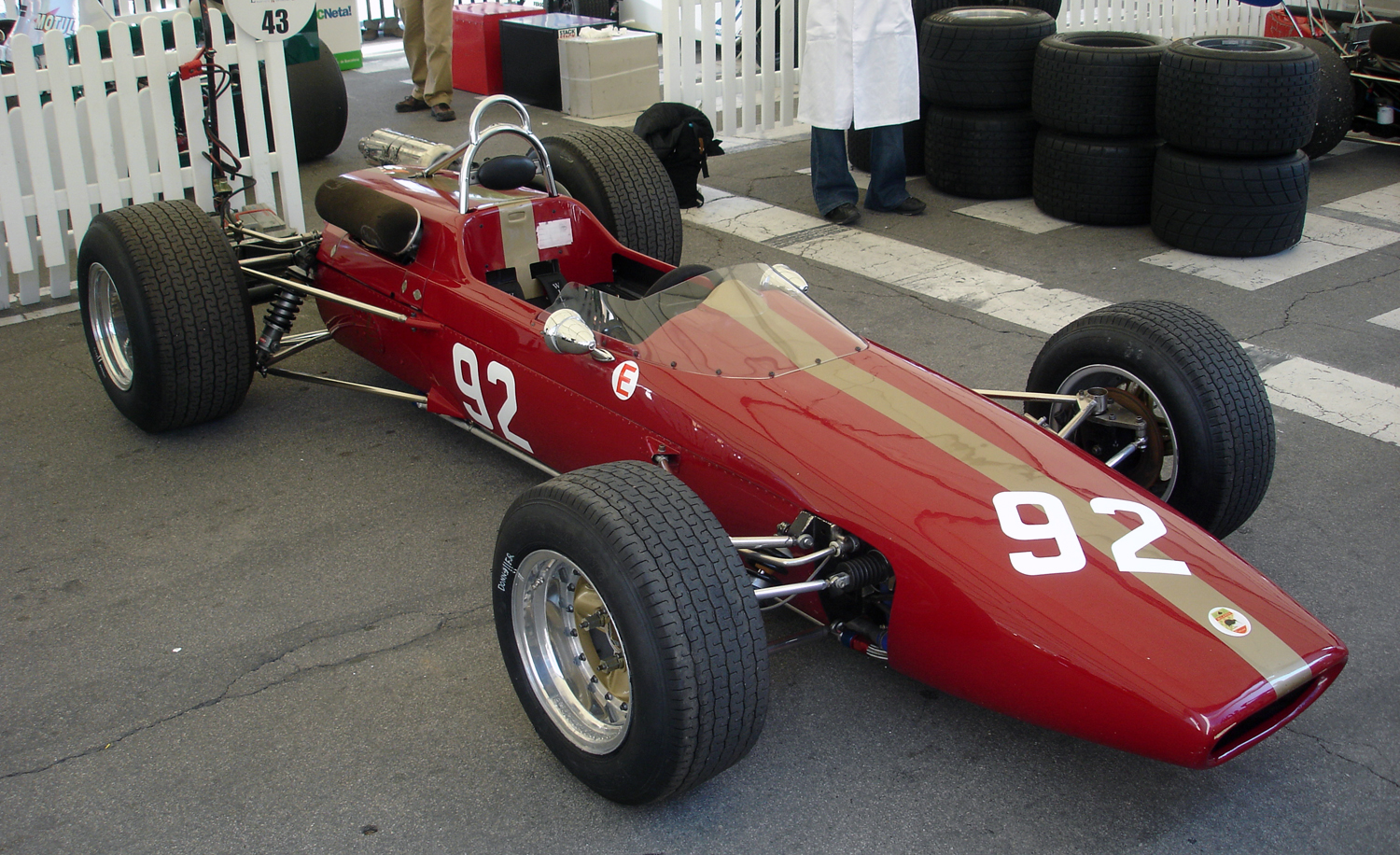
Piers Courages McLaren M4A/2

Neben dem Formel-1-Engagement trat Courage 1967 in der Formel-2-Europameisterschaft an. Er war in diesem Jahr Stammfahrer im Team von John Coombs, einem Jaguar-Händler aus Guildford. Anders als in Reg Parnells Formel-1-Team hatte Courage in der Formel 2 zeitgemäßes Material zur Verfügung, denn Coombs setzte einen neu aufgebauten, von einem Cosworth-FVA-Motor angetriebenen McLaren M4A (Chassisnummer M4A/2) ein, der werksunterstützt war. Courage bestritt alle Meisterschaftsläufe der Saison 1967 und des Weiteren einige Rennen ohne Meisterschaftsstatus. Sein bestes Ergebnis war der zweite Platz beim Großen Preis von Zandvoort, eine weitere Podiumsplatzierung gab es mit dem dritten Platz bei der Deutschland-Trophäe auf dem Hockenheimring. Allerdings verursachte Courage auch in der Formel 2 „viele Unfälle,“ die seinen Ruf beeinträchtigten. In Pau verunglückte er aus eigener Unachtsamkeit in der Auslaufrunde nach dem Zeittraining und beschädigte sein Auto dabei so stark, dass es für das Rennen am folgenden Tag nicht mehr repariert werden konnte. Ähnlich schwer war sein Unfall bei der Guards Trophy in Brands Hatch viereinhalb Monate später. Courage führte seine Unfälle auf technische Defizite des McLaren zurück, der schwer zu fahren gewesen sei. In der Fahrerwertung belegte er am Jahresende mit 24 Punkten Platz vier der Fahrerwertung.

#### 1968: Konsolidierung
Die Häufung der Unfälle in der Saison 1967 hatte zur Folge, dass kein Team bereit war, Courage für 1968 ein Formel-1- oder Formel-2-Cockpit zu geben. Damit war die Fortsetzung seiner Motorsportkarriere gefährdet. Mit dem Ziel, sein Ansehen zu verbessern, entschied er sich im Herbst 1967 für eine Teilnahme an der Tasman-Serie 1968, die dem Beginn der europäischen Formel-1- und Formel-2-Saisons vorgelagert war. Er sah darin eine letzte Chance, einen festen Platz im Motorsport zu finden, und erwog für den Fall des Scheiterns das Ende seiner Rennfahrertätigkeit. Courages Tasman-Einsätze wurden zum Erfolg. Sie erhielten positive Berichterstattung in den britischen Medien und lenkten die Aufmerksamkeit mehrerer Teamchefs auf ihn. Daraus ergaben sich für die neue Saison Verpflichtungen für die Formel 1 und Formel 2.

##### Tasman-Serie
Die Tasman-Serie 1968 bestand aus acht Rennen, die zwischen dem 6. Januar und dem 4. März 1968 in Australien und Neuseeland ausgetragen wurden. BRM, Lotus und die Scuderia Ferrari waren mit Werks- oder Quasi-Werksteams vertreten. Courage ging als Private Entrant mit eigenem Team an den Start. Er finanzierte die Rennen aus eigenen Mitteln, einem Bankkredit und mit einem Darlehen seines Vaters. Für die Tasman-Rennen kaufte er den Formel-2-McLaren von Coombs, der mit seinem 1,6 Liter großen Vierzylinder in einem Umfeld, das überwiegend aus Formel-1-Fahrzeugen mit 2,5 Liter großen Motoren bestand, zu den am schwächsten motorisierten Fahrzeugen gehörte. Trotz dieser schlechten Ausgangsposition erzielte Courage einige Platzierungen in den Punkterängen. Besonderes Aufsehen erregte er durch seinen Sieg bei der South Pacific Trophy, dem Abschlussrennen in Longford. Der Stadtkurs, der einige lange Geraden aufwies, kam dem schwachen McLaren zwar nicht entgegen. Aufgrund sehr starker Regenfälle konnten die Formel-1-Autos der Konkurrenten aber ihren Leistungsvorteil nicht nutzen. Courage übernahm früh die Führung und kam als Erster ins Ziel, wobei er Fahrer wie Jim Clark und Graham Hill hinter sich ließ. Die Presse verglich Courage nach dem Rennen mit Stirling Moss und sprach vom „Rennen seines Lebens.“ In der Gesamtwertung der Tasman-Serie belegte Courage mit 34 Punkten Platz drei hinter Jim Clark und Chris Amon.

##### Formel 1

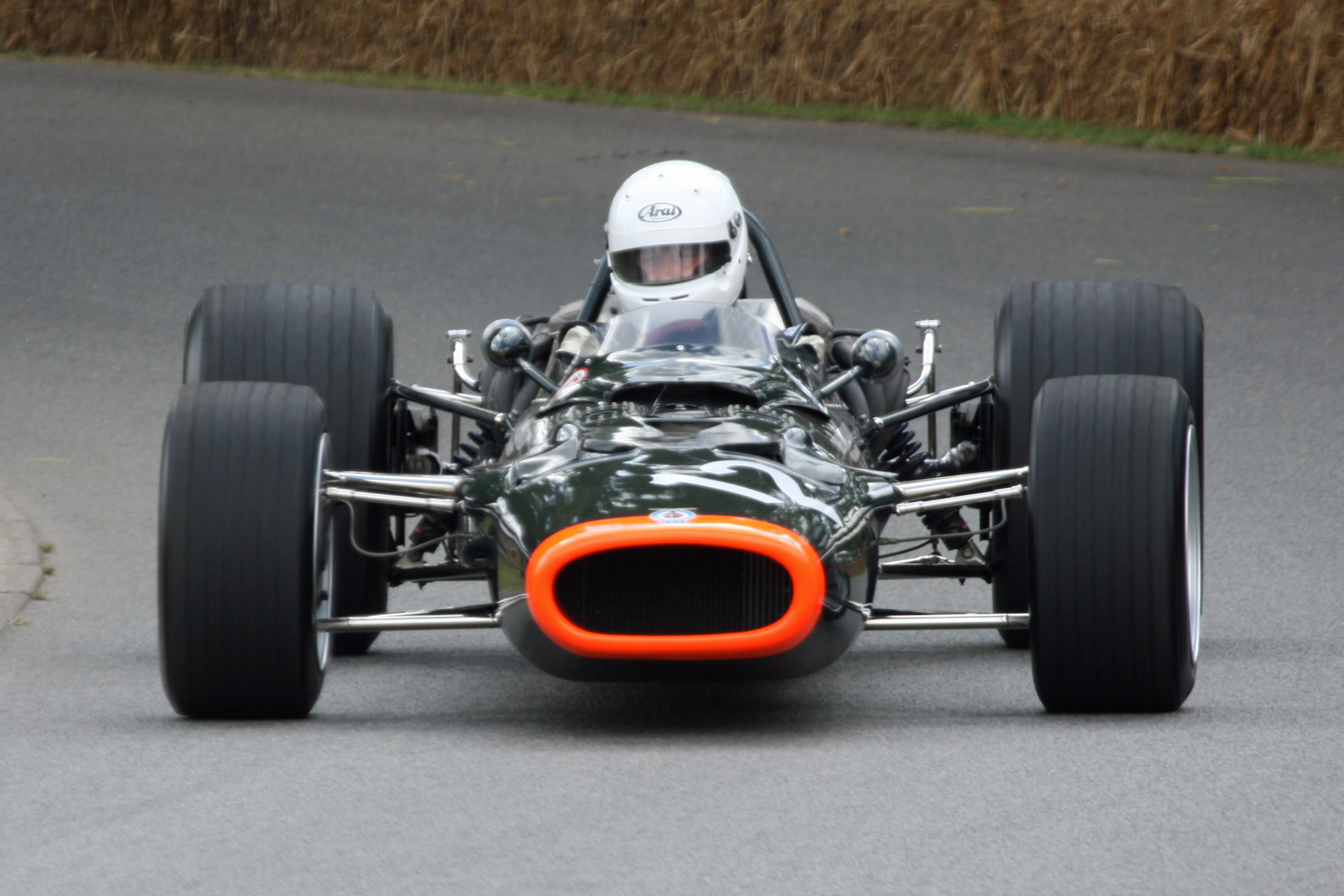
BRM P126

Courages Erfolge in Australien und Neuseeland führten zu seiner „Rehabilitierung.“ Noch in Australien einigte sich Courage mit seinem letztjährigen Team Reg Parnell Racing auf ein Engagement als Stammfahrer für den Rest der Saison 1968. Im April 1968 bot ihm Colin Chapman zudem das zweite Formel-1-Cockpit im Lotus-Werksteam neben Graham Hill an, das nach dem Tod Jim Clarks vakant war. Courage lehnte allerdings ab, weil Lotus in dem Ruf stand, seine Nummer-Zwei-Fahrer mit schlechterem Material auszustatten und die Wartung der Autos zu vernachlässigen. Anderseits erfüllte sich Courages Hoffnung nicht, nach dem Unfalltod von Mike Spence in das BRM-Werksteam aufzurücken; BRM entschied sich für seinen letztjährigen Rivalen Chris Irwin und später, nachdem auch Irwin verunglückt war, für Richard Attwood, dessen Familie mit den Eigentümern von BRM befreundet war.
Reg Parnell gab Courage einen neu aufgebauten BRM P126 mit einem 3,0 Liter großen Zwölfzylindermotor. Damit hatte er erstmals einen Formel-1-Rennwagen zur Verfügung, der sich auf aktuellem Niveau befand. Allerdings erwies sich der Wagen im Laufe der Saison als unzuverlässig: In sechs Rennen führten technische Defekte am Chassis (Monaco), am Motor (Belgien und Mexiko), am Getriebe (Kanada) oder an der Aufhängung (Spanien und USA) zu frühen Ausfällen. Courage kam im Laufe der Saison nur viermal ins Ziel. Seine erste Zielankunft bei einem Formel-1-Weltmeisterschaftslauf erreichte er in Frankreich, wo er Sechster wurde und zugleich seinen ersten Weltmeisterschaftspunkt erzielte. In Italien wurde er Vierter. Am Saisonende belegte er mit vier Punkten Rang 20 der Fahrerwertung.

##### Formel 2

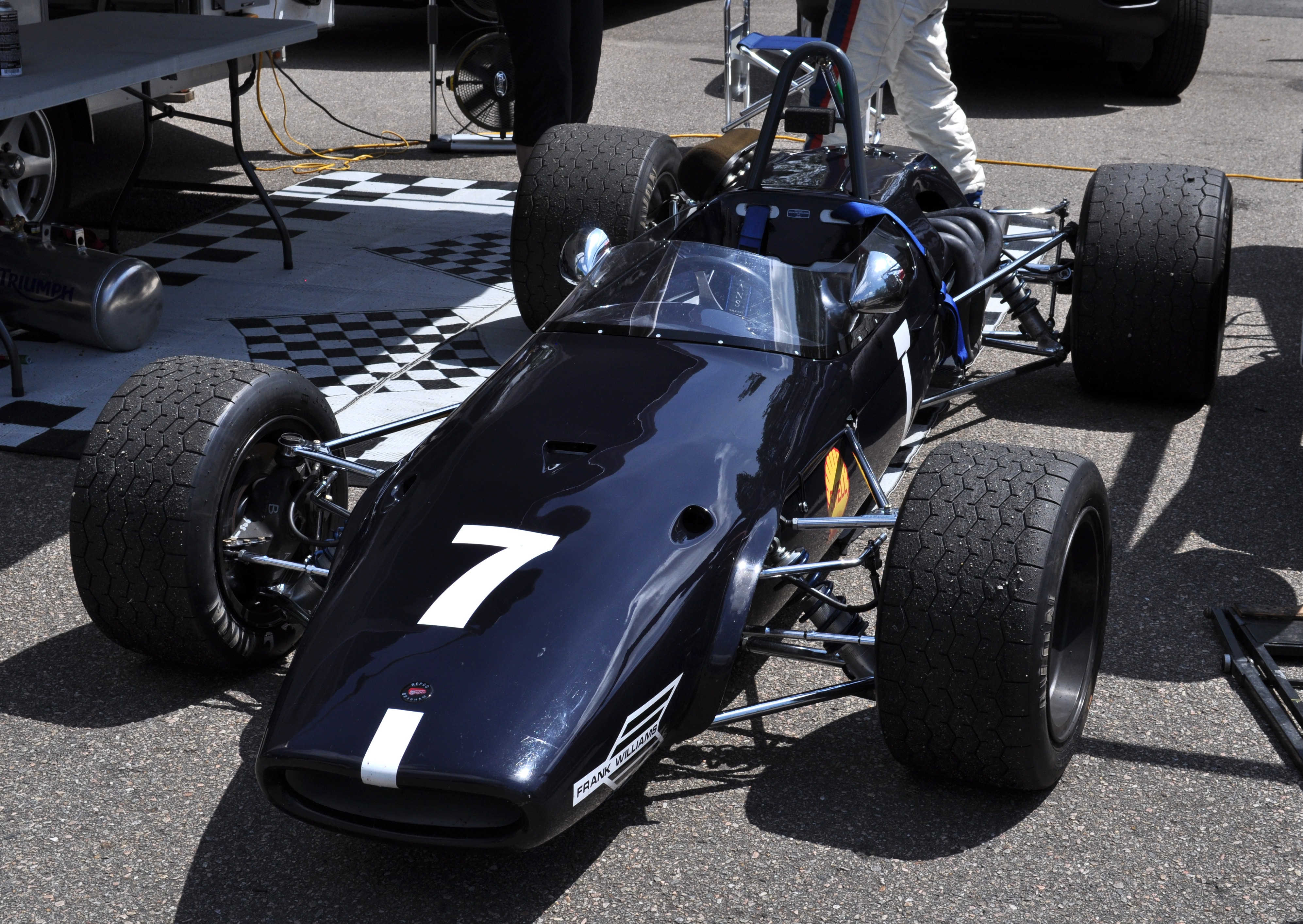
Piers Courages Brabham BT23C

Nachdem Courages bisheriges Team das Formel-2-Engagement mit Ablauf des Jahres 1967 aufgegeben hatte, überzeugte er Frank Williams davon, für ihn zur Formel-2-Europameisterschaft 1968 ein eigenes Team aufzustellen. Williams, der seit 1966 einen Rennwagen- und Zubehörhandel betrieb, meldete daraufhin einen neu aufgebauten Brabham BT23C mit Cosworth-FVA-Motor. Frank Williams Racing Cars, der Vorgänger des heutigen Formel-1-Teams Williams F1, war eine „winzige Einheit“ („miniscule structure“), die nur aus Courage, Williams und einem Mechaniker bestand. Die Finanzierung des Formel-2-Programms war zu Saisonbeginn nicht gesichert. Da die Einnahmen aus Start- und Preisgeldern nicht reichten, war Williams darauf angewiesen, ein zweites Chassis an Paydriver zu vermieten. Zu den Teamkollegen Courages, die für ihren Einsatz zahlten, gehörte unter anderem der spätere FIA-Präsident Max Mosley, der hier die letzten Rennen seiner aktiven Karriere fuhr.
Courage ging bei allen Meisterschaftsläufen sowie bei einigen Rennen ohne Meisterschaftsstatus an den Start. Er erzielte keinen Gesamtsieg. Zwar gewann er den zweiten Lauf des Großen Preises von Zandvoort, bei dem er auch seine einzige Poleposition bei einem Meisterschaftslauf erzielte; im Finallauf kam er aber, nachdem er wegen eines Bremsdefekts zurückgefallen war, nur als Zehnter ins Ziel. Courages bestes Ergebnis war Platz zwei beim Gran Premio del Mediterraneo, bei dem Courage, Jochen Rindt, Ernesto Brambilla und Clay Regazzoni mit gleichen Zeiten gewertet wurden. Eine Abstufung nahmen die Stewarts anschließend nach Augenschein vor. In der Jahresendwertung belegte Courage mit 13 Punkten Rang sechs der Fahrerwertung.
Nach dem Abschluss der Meisterschaft nahm Courage im Dezember 1968 für Williams an allen Rennen der Temporada Argentina teil. Nachdem er bei den ersten drei Rennen zweimal ausgefallen war, gewann der den vierten und letzten Lauf in Buenos Aires. In der Fahrerwertung der Temporada belegte er Rang drei hinter Andrea de Adamich (Werks-Ferrari) und Jochen Rindt (Werks-Brabham).

#### 1969: Frank Williams Racing Cars
Ab 1969 startete Courage in allen Monoposto-Serien exklusiv für Frank Williams.

##### Tasman-Serie
Im Januar und Februar 1969 nahmen Williams und Courage auf Einladung der Organisatoren an der neuen Auflage der Tasman-Serie teil. Lotus (Graham Hill und Jochen Rindt) und Ferrari (Chris Amon und Derek Bell) waren mit werksunterstützten Teams vertreten. Die übrigen Wettbewerber waren Privatteams, von denen Frank Williams Racing Cars als das am besten organisierte galt. Courage hatte mit Williams’ Brabham BT24 erstmals in dieser Serie ein reines Formel-1-Auto zur Verfügung. Bei vier neuseeländischen Rennen im Januar 1969 gelang es Courage, die favorisierten Werksfahrer Amon und Rindt „unter Druck zu setzen:“ Courage wurde in Pukekohe Dritter, in Levin Zweiter und das Rennen in Teretonga beendete er vor Graham Hill und Chris Amon als Erster; damit hatte er vor den abschließenden drei australischen Rennen Chancen, die Serie als Gesamtsieger zu beenden. Courage fiel dann allerdings sowohl in Brisbane als auch in Warwick Farm nach Fahrfehlern oder Kollisionen aus; in Melbourne schließlich trat frühzeitig ein technischer Defekt ein. Am Ende belegte Courage Rang drei der Fahrerwertung hinter Chris Amon und Jochen Rindt.

##### Formel 1

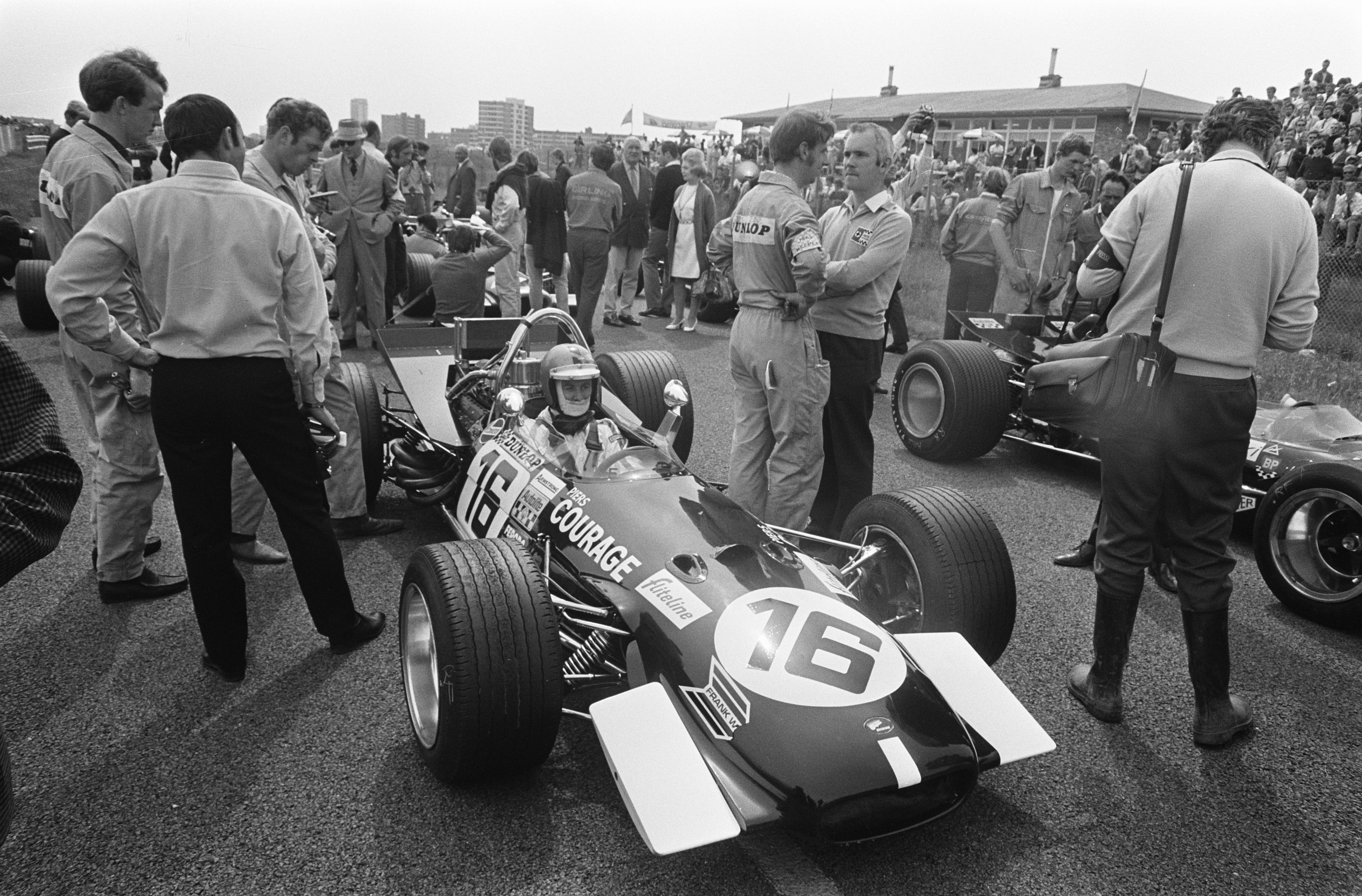
Piers Courage beim Großen Preis der Niederlande 1969

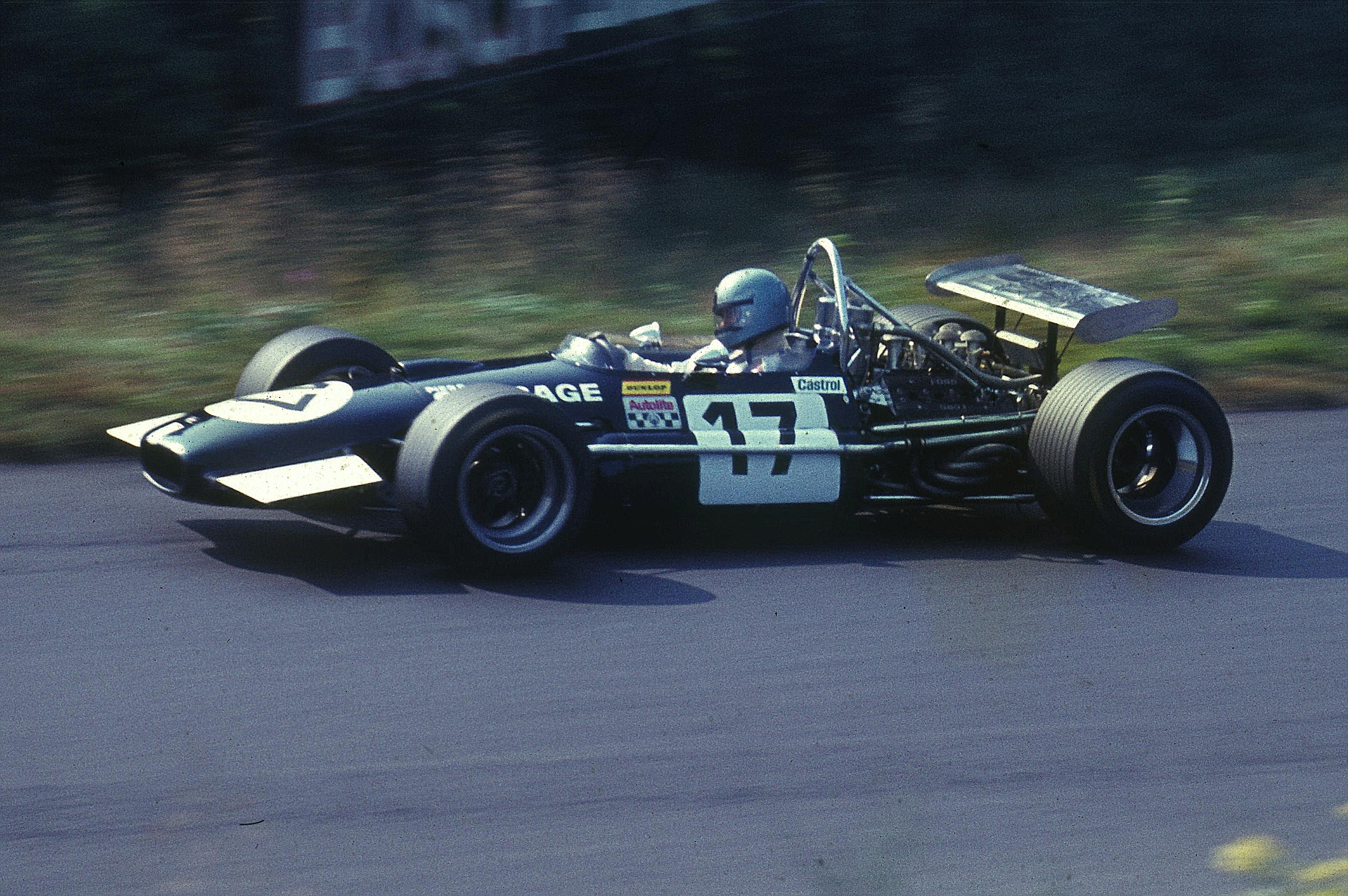
Training zum Großen Preis von Deutschland 1969

In der Saison 1969 meldete Frank Williams seinen Rennstall erstmals zur Formel-1-Weltmeisterschaft. Nach der erfolgreichen Zusammenarbeit in der Formel 2 im zurückliegenden Jahr schloss sich Courage dem Projekt an, das durch Sponsorzahlungen des Reifenherstellers Dunlop in Höhe von 10.000 US-Dollar ermöglicht wurde. Courages Unfälle in der zweiten Hälfte der Tasman-Serie hatten zwar zeitweise den Abschluss des Sponsorvertrags gefährdet; letztlich konnte Williams die Bedenken Dunlops aber ausräumen.
Frank Williams Racing Cars startete auch in der Formel 1 als reines Kundenteam. Allerdings gelang es Frank Williams „auf Umwegen“, einen aktuellen Brabham BT26 zu kaufen. Er umging damit die Vorgaben des Herstellers, der ein Modell üblicherweise erst dann an Kundenteams weitergab, wenn ein weiterentwickelter Nachfolger für das Werksteam bereitstand; Williams stellte auf diese Weise sicher, dass Courage das gleiche Material hatte wie die Werksfahrer Jack Brabham und Jacky Ickx.
Weil das Auto Anfang März 1969 noch nicht einsatzbereit war, ließ Williams den ersten Weltmeisterschaftslauf des Jahres in Südafrika aus. Courage und Williams debütierten zwei Wochen später bei dem Race of Champions in Brands Hatch, das keinen Weltmeisterschaftsstatus hatte. Courage fiel hier nach einem technischen Defekt aus. Bei der folgenden, ebenfalls meisterschaftsfreien BRDC International Trophy in Silverstone kam Courage auf Platz fünf ins Ziel. Das Weltmeisterschaftsdebüt erfolgte fünf Wochen danach in Spanien. Courage qualifizierte sich bei dem Rennen in Montjuïc, zu dem sich lediglich neun Teams mit insgesamt 14 Fahrern meldeten, für den elften Startplatz. Im Rennen fiel er mit Motorschaden aus. Bei den folgenden Veranstaltungen wiederholten sich technische Defekte, die Williams rückblickend vor allem darauf zurückführte, dass er aus finanziellen Gründen keinen Renningenieur beschäftigte. In den Niederlanden erlitt der BT26 einen Kupplungsschaden, in Frankreich brach das Chassis und in Kanada kam es nach einem Treibstoffleck zu einem vorzeitigen Ausfall. Nur beim Großen Preis von Deutschland führte ein Fahrfehler Courages zu einem frühzeitigen Ausscheiden. Im Laufe des Jahres kam Courage fünfmal ins Ziel, zweimal dabei auf einem Podiumsplatz: Bereits beim zweiten Weltmeisterschaftslauf in Großen Preis von Monaco wurde er Zweiter. Das gleiche Ergebnis erzielte er beim Saisonfinale in den USA: Hier verdrängte er Jack Brabham im baugleichen Werkswagen auf den dritten Platz. Zusammen mit den Ergebnissen weiterer Platzierungen beendete Courage die Formel-1-Saison mit 16 Meisterschaftspunkten als Achter noch vor Jack Brabham. Teilweise werden die guten Ergebnisse Courages auf die Dunlop-Reifen zurückgeführt; deren Haftung sei besser gewesen als die der Goodyear-Reifen, die das Brabham-Werksteam verwendete.

##### Formel 2
Weil Courage in der Formel-1-Saison 1968 Weltmeisterschaftspunkte eingefahren hatte, galt er 1969 in der Formel 2 als sogenannter Graded Driver, der zwar Rennen fahren durfte, nicht aber an der Wertung zur Europameisterschaft teilnahm. Gleichwohl ging er 1969 für das Team von Frank Williams an den Start, das neben ihm unter anderem Alistair Walker, Malcolm Guthrie und Graham McRae meldete. Courage kam in Williams’ Brabham T23C bei der Deutschland-Trophäe als Dritter ins Ziel und erzielte im weiteren Verlauf erneut einen dritten Platz. Sein erfolgreichstes Formel-2-Rennen war der Gran Premio del Mediterraneo im August, den er mit knappem Vorsprung vor den Matra- bzw. Tecno-Fahrern Johnny Servoz-Gavin und François Cevert gewann. Beim letzten Meisterschaftslauf des Jahres in Vallelunga trat Courage, vermittelt durch Jonathan Williams, einmalig mit einem De Tomaso an; der italienische Renn- und Sportwagenhersteller begann 1969 nach mehrmaligem Scheitern erneut mit dem Aufbau eines Motorsportprogramms. Das Auto war sehr klein dimensioniert und ließ Courage wenig Raum für Bewegungen; er ging von Platz zwei ins Rennen, fiel aber nach einem elektrischen Defekt aus.

#### 1970: De Tomaso statt Ferrari

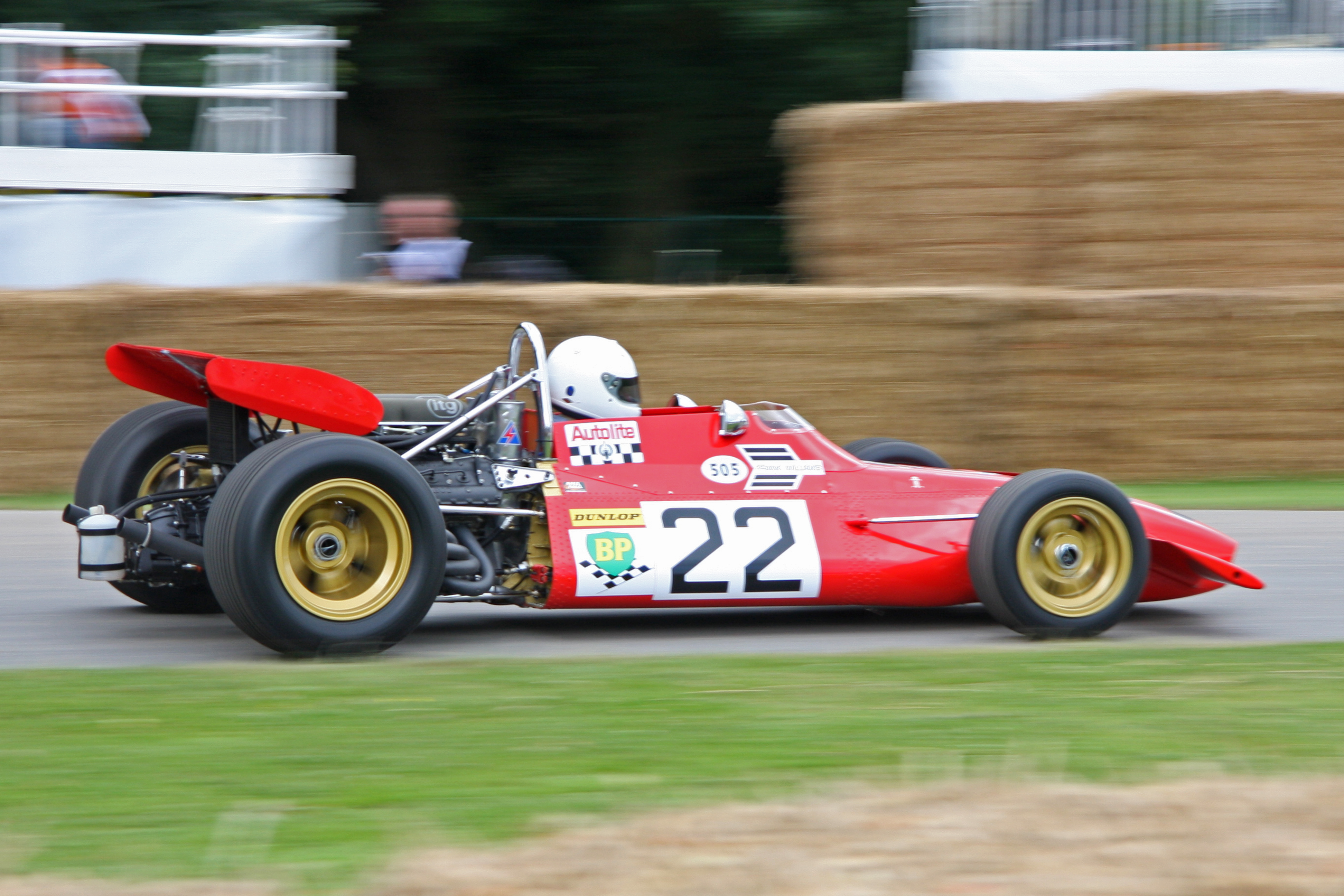
De Tomaso 505: In einem Wagen dieses Typs verunglückte Courage tödlich

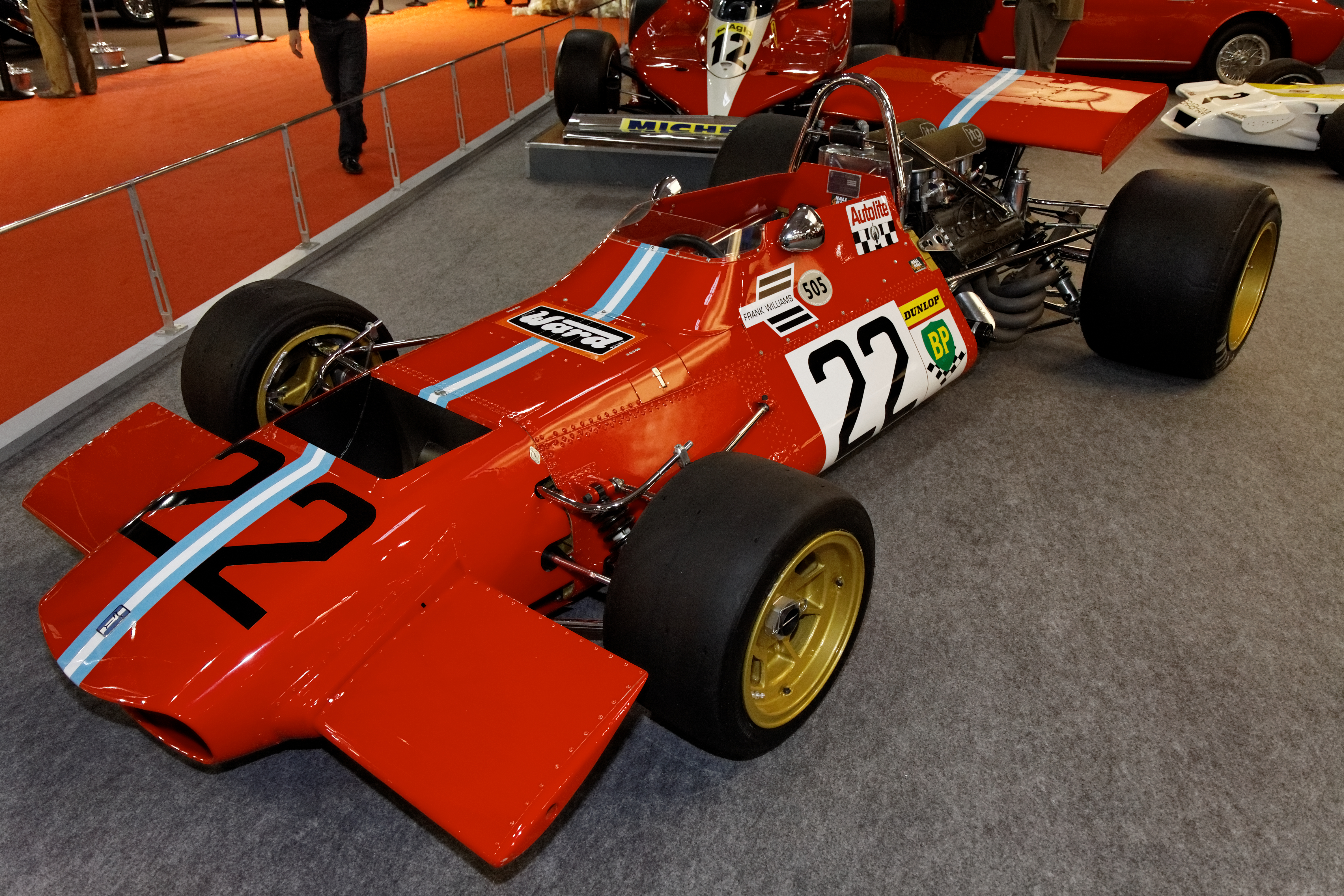
„Tomato“: De Tomaso 505

Vor Beginn der Saison 1970 versuchte Enzo Ferrari, Courage für seine Scuderia zu verpflichten. Er bot ihm für seinen Einsatz in Ferraris Sportwagen- und Formel-1-Werksteam das Zehnfache dessen, was er bei Williams verdienen konnte. Courages Familie empfahl ihm aus wirtschaftlichen Gründen den Vertragsabschluss mit Ferrari, Jackie Ickx hingegen, der dort sein Teamkollege werden sollte, riet wegen des schwierigen betriebsinternen Klimas bei Ferrari von einem Wechsel ab. Courage blieb letztlich bei seinem bisherigen Team, einerseits weil er den zu erwartenden Intrigen bei Ferrari entgehen wollte, andererseits aus Loyalität zu Frank Williams. Nach Ansicht von „Sally“ Courage waren beide von den Erfolgen ihres ersten gemeinsamen Formel-1-Jahrs begeistert und wollten „Ferrari, Lotus und der Welt zeigen, was ein kleines Team alles erreichen kann.“ Neben der Formel 1 mit Williams startete Courage in diesem Jahr bei Sportwagenrennen für das Alfa-Romeo-Werksteam, dessen Honorarzahlungen fast an die der Scuderia Ferrari herankamen.
Frank Williams setzte 1970 den von Gianpaolo Dallara entworfenen De Tomaso 505 ein, den Courage üblicherweise „Tomato“ nannte. Der Wagen war in weiten Teilen eine Kopie von Courages letztjährigem Brabham BT26, wies abweichend davon aber als eigenständiges Konstruktionsmerkmal einige Chassisteile auf, die zwecks Gewichtsersparnis aus einer Magnesiumlegierung gefertigt waren. Der 505 litt zu Saisonbeginn unter technischen Unzulänglichkeiten.
Beim ersten Weltmeisterschaftslauf in Südafrika, vor dem der De Tomaso aus Zeitmangel nicht getestet worden war, musste Courage wegen eines klemmenden Gaszugs nach 39 Runden aufgeben. Courage sah nach dem Rennen erheblichen Änderungsbedarf, den Dallara aufnahm und in den nächsten Wochen schrittweise erfüllte. Beim Großen Preis von Spanien beschädigte Courage bei einem schweren Trainingsunfall das bereits in Südafrika verwendete, allerdings in Details verbesserte Chassis so stark, dass es für das Rennen nicht wieder aufgebaut werden konnte. Beim dritten Weltmeisterschaftslauf in Monaco erschien ein neues, deutlich leichteres Chassis mit überarbeiteter Aufhängung und stärkeren Bremsen. Mit ihm qualifizierte sich Courage für den neunten Startplatz. Im Rennen lag er einige Runden lang auf Punkterängen, bevor ihn ein Defekt an der Lenkung zu einem langwierigen Reparaturstopp zwang. Am Ende des Rennens wurde er wegen zu geringer Fahrstrecke nicht gewertet. Beim vierten Saisonlauf in Belgien, wo De Tomaso ein wiederum überarbeitetes Chassis lieferte, fiel Courage nach Motorproblemen erneut aus. Courages letztes Rennen war der Große Preis der Niederlande; hierbei verunglückte er tödlich. Das Rennen wurde ungeachtet des Unfalls nicht abgebrochen. Sieger wurde der mit Courage eng befreundete Jochen Rindt, der elf Wochen später bei einem Trainingsunfall in Monza ums Leben kam.

### Weitere Serien

#### Sportwagenrennen
Viermal nahm Courage am 24-Stunden-Rennen von Le Mans teil. Er empfand eine Abneigung gegen diese Veranstaltung, ging aber aus Gründen der Publicity und unter anderem deshalb an den Start, weil gute Leistungen bei Langstreckenrennen eine Möglichkeit waren, sich für Teamchefs im Monopostosport zu empfehlen.

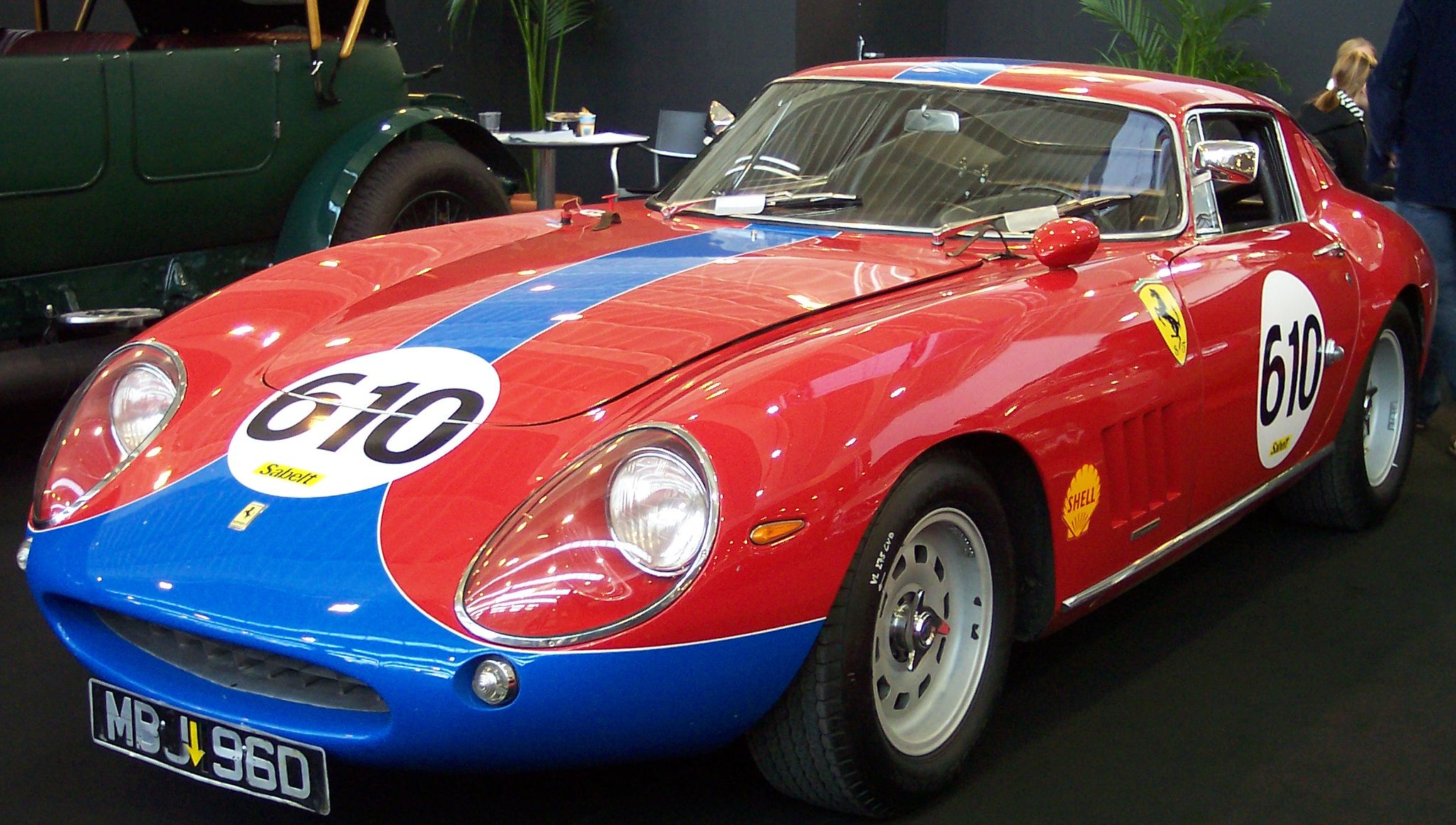
Le Mans 1966: Ferrari 275 GTB/C

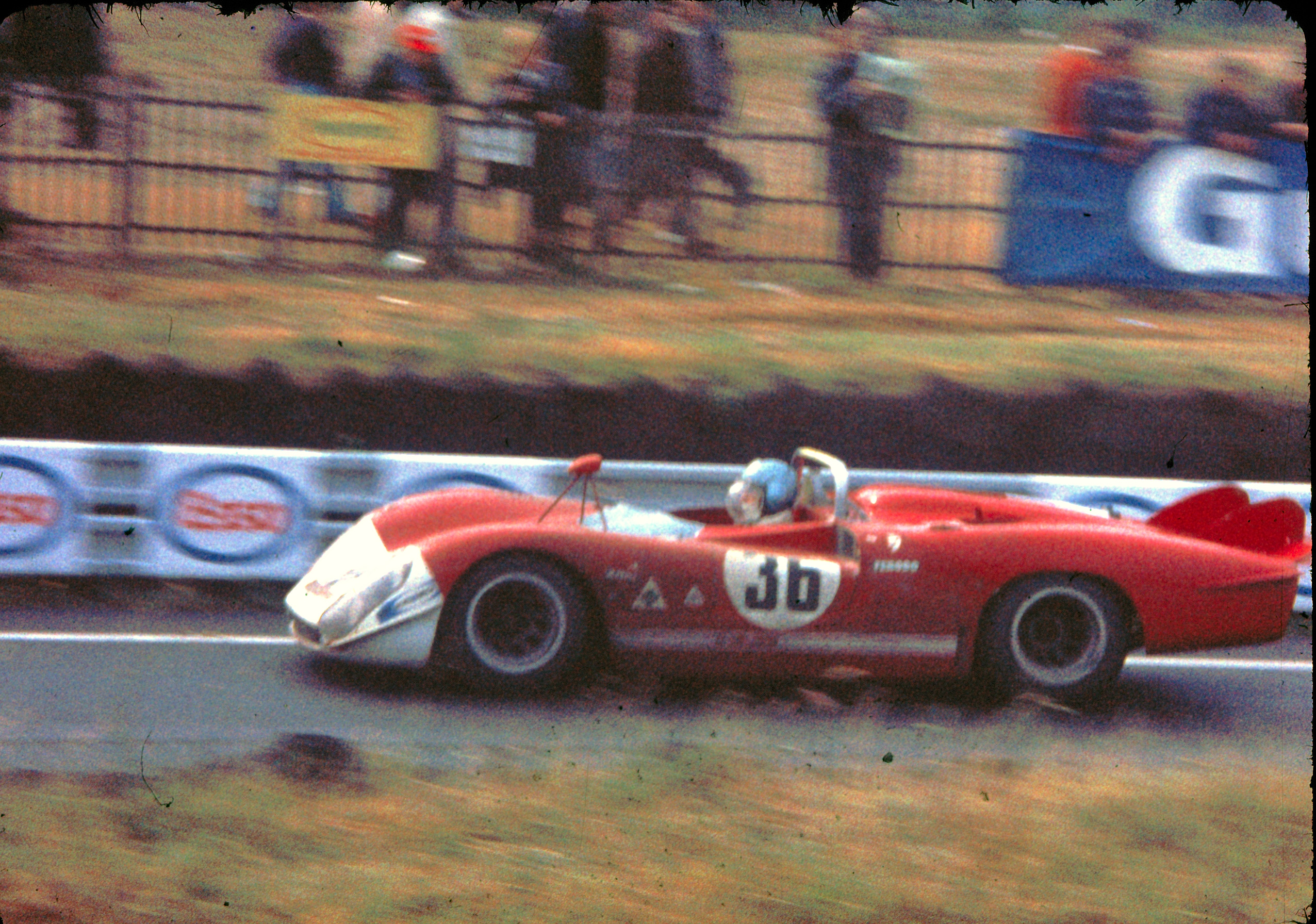
Im Alfa Romeo T33/3 beim 24-Stunden-Rennen von Le Mans 1970. Zwei Wochen vor dem tödlichen Unfall

Sein erstes Rennen in Le Mans bestritt er 1966, als er noch schwerpunktmäßig in der Formel 3 engagiert war. Courage fuhr zusammen mit Roy Pike einen Ferrari 275 GTB/C für Maranello Concessionaires, den privaten Rennstall des britischen Ferrari-Importeurs Ronnie Hoare, der in diesem Jahr vier Autos an den Start brachte. Courage und Pike wurden Gesamt-Achter und erzielten den Sieg in der Klasse GT-Wagen 3001–5000 cm³. Im folgenden Jahr versuchte Jonathan Williams, Courage ein Ferrari-Werkscockpit für das 1000-km-Rennen von Monza zu vermitteln; Ferrari zog allerdings Günther Klass vor. Courage blieb daher 1967 bei Ronnie Hoares privatem Rennstall, der ihn zusammen mit Richard Attwood gegen eine Gage von 300 £ für das mittlerweile auf ein Fahrzeug reduzierte Programm zu den 24-Stunden-Rennen von Le Mans 1967 meldete. Hoares Ferrari 412P fiel nach 14 Stunden mit Courage am Steuer durch Motorschaden aus. 1969 dann fuhr er in Le Mans zusammen mit Jean-Pierre Beltoise einen Matra MS650 für das Werksteam Matra Sports. Sie beendeten das von Ford und Porsche dominierte Rennen mit vier Runden Rückstand auf die Sieger Jacky Ickx/Jackie Oliver auf Position vier und waren die beste Matra-Paarung.
1970 erweiterte Courage aus wirtschaftlichen Gründen sein Sportwagenengagement. Für eine Gage von 22.500 £ trat er Alfa Romeos Werksteam Autodelta bei und ging als Partner von Andrea de Adamich im Alfa Romeo Tipo 33/3 in der Sportwagen-Weltmeisterschaft an den Start. Zur Vorbereitung auf die Saison nahm das Team am Jahresbeginn an zwei Rennen in Argentinien teil, die keinen Weltmeisterschaftsstatus hatten. Courage und de Adamich gewannen hier das 200-Meilen-Rennen von Buenos Aires. Autodeltas erster Weltmeisterschaftslauf der Saison war das 12-Stunden-Rennen von Sebring, das Courage und de Adamich auf Platz acht beendeten. Beim 1000-km-Rennen von Monza wurden sie 13. Danach gab es keine Zielankünfte mehr. Beim 1000-km-Rennen auf dem Nürburgring, bei dem Courage sich mit Rolf Stommelen ein Auto teilte, fiel der Tipo 33 nach elf von 44 Runden mit gebrochenen hinteren Stoßdämpfern aus. Sein letztes Langstreckenrennen war zwei Wochen später das 24-Stunden-Rennen von Le Mans, das erneut mit einem technisch bedingten Ausfall endete.

#### CanAm
1969 bemühte sich Courage um ein Engagement in der nordamerikanischen CanAm-Serie. Es gelang ihm nicht, ein Cockpit im Werksteam eines Herstellers zu erhalten. Vorübergehend stand er in Kontakt zu einem kanadischen Unternehmer, der ein Kundenteam aufbauen wollte. Das Projekt scheiterte jedoch früh an der Finanzierung.

## Unfall in Zandvoort

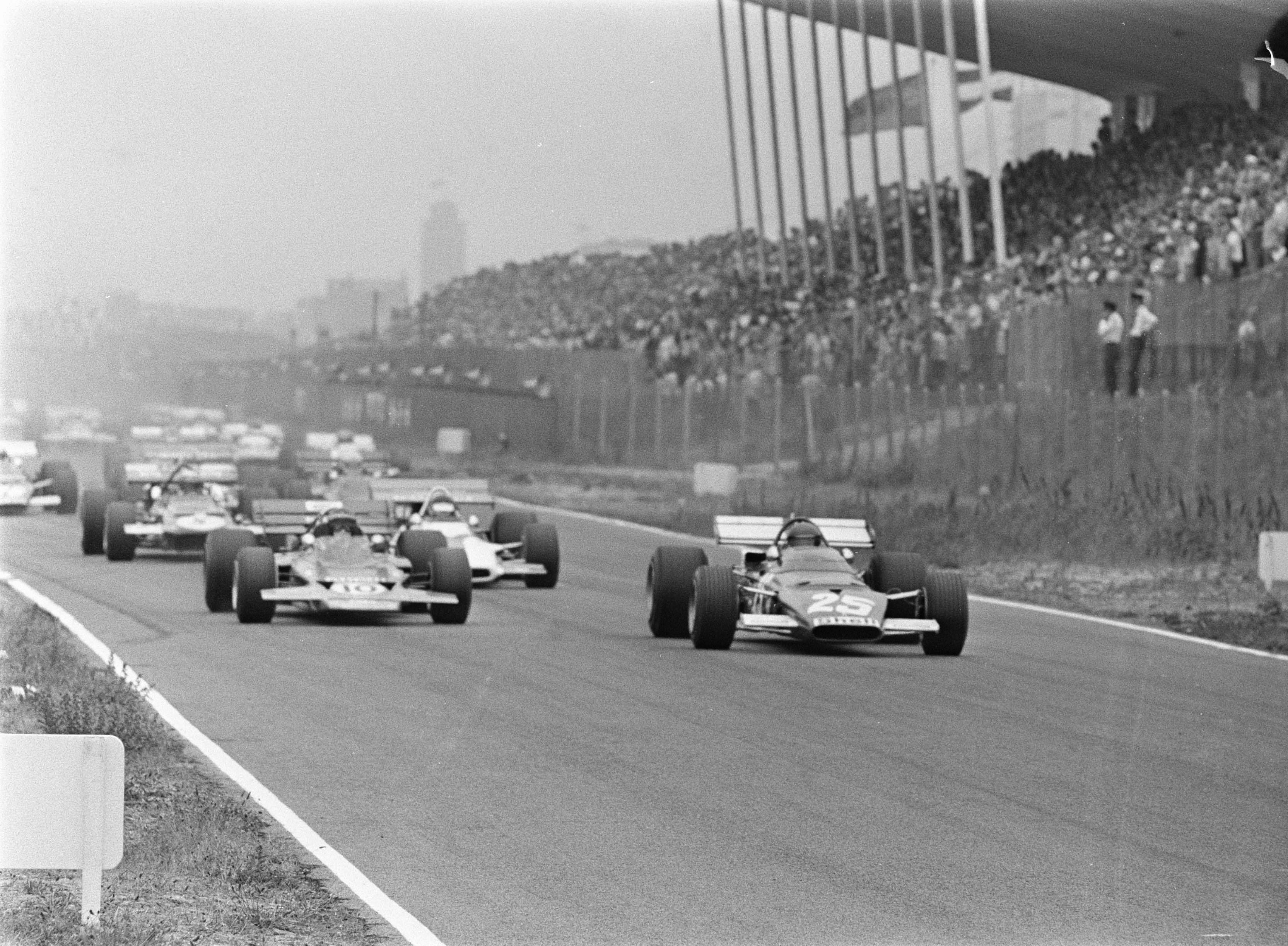
Start zum Großen Preis der Niederlande 1970, Ickx Nr. 25 auf Ferrari vor Rindts Lotus Nr. 19

Streckenplan des Circuit Park Zandvoort bis 1972

Beim Großen Preis der Niederlande 1970 in Zandvoort verunglückte Courage tödlich.

### Unfallablauf
Im Training hatte sich Courage mit dem bereits in Belgien eingesetzten Chassis 505/02 für den neunten Startplatz qualifiziert. In Runde 23 des Rennens verlor er, auf Platz sieben liegend, auf der Hochgeschwindigkeitspassage im Streckenabschnitt Tunnel Oost die Kontrolle über seinen Wagen. In diesem Abschnitt befanden sich beiderseits der Strecke Fangzäune, die aus Metallelementen geflochten waren. Courages De Tomaso durchbrach mit etwa 225 km/h einen dieser Zäune, stieß auf eine dahinter liegende Düne, prallte zurück und schleuderte, nachdem er ein weiteres Mal den Fangzaun durchbrochen hatte, mit mehreren Überschlägen wieder auf die Strecke. Erst einige Hundert Meter später kam er am Fahrbahnrand zum Stehen. Durch die Wucht des Aufpralls wurden die vordere Radaufhängung und der Helm des Fahrers abgerissen, und ein gelöster Reifen oder ein Aufhängungsteil traf Courages ungeschützten Kopf. Noch während das Fahrzeug in Bewegung war, schlug einer der Benzintanks leck. Das auslaufende Benzin entzündete sich, und der Wagen, ein Teil des Grasstreifens und ein daneben stehender Baum gingen in Flammen auf. Das Feuer wurde durch das im Chassis verbaute, sehr hohe Brenntemperaturen erreichende Magnesium zusätzlich genährt und konnte wegen der großen Hitzeentwicklung erst nach einiger Zeit vollständig gelöscht werden, indem die Feuerwehrleute das Chassis, ohne Courage zuvor geborgen zu haben, mit Sand bedeckten. Einige Darstellungen verbreiten die These, Courage sei bei lebendigem Leib im Auto verbrannt. Untersuchungen und Dokumentationen, die sich eingehender mit dem Unfall befassen, bestätigen das nicht. Sie gehen davon aus, dass Courage nicht durch das Feuer ums Leben kam, sondern bereits vor dessen Ausbruch durch den Aufschlag des Reifens oder des Aufhängungsteils auf seinen Kopf getötet wurde.
In den ersten Minuten wurde angenommen, Courage habe den Unfall überlebt; entsprechende Einschätzungen wurden im Fahrerlager verbreitet. Sie beruhten auf der Meldung eines Reporters, der im Rauch die Bewegungen eines gehenden oder laufenden Menschen gesehen hatte. Tatsächlich war es ein Streckenposten, der vom Unfallort weglief.

### Ursachen
Warum Courage im Rennen die Kontrolle über sein Fahrzeug verlor, ist ungeklärt. Es existieren keine Filmaufnahmen oder Zeugen zur Rekonstruktion der Geschehnisse. Eine spätere Untersuchung des ausgeglühten Wracks brachte ebenfalls keine Erkenntnisse. Gesichert ist nur, dass die Strecke vor der Unfallstelle eine Bodenunebenheit aufwies. Zu den Ursachen für Courages tödlichen Unfall gibt es unterschiedliche Erklärungsansätze:
- Frank Williams schloss nach dem Unfall einen Fahrfehler Courages aus und nahm stattdessen einen mechanischen Defekt an, wobei er einen Aufhängungsbruch für die wahrscheinlichste Variante hielt. Diese Auffassung vertrat er noch 40 Jahre nach dem Unfall. Brian Redman, der vier Wochen später Courages Platz in Williams’ De Tomaso 505 einnahm, teilte diese Einschätzung und wies 2003 darauf hin, dass der 505 beim ersten Rennen nach Courages Tod vor dem Training ohne ausreichende Erklärungen zurückgezogen wurde;[124] er habe den Eindruck gehabt, als hätten „sie etwas an den Aufhängungsteilen entdeckt, was kurz vor dem Brechen war und möglicherweise zuvor auch bei Courage gebrochen war.“ Dabei ließ er offen, ob der Rückzug auf Williams oder auf De Tomaso bzw. Dallara zurückzuführen war.[125]
- Jackie Stewart trat dem entgegen. Er ging – wie drei Jahre später beim tödlichen Unfall François Ceverts auch[126] – von einem Fahrfehler aus. Courage habe wahrscheinlich beim Passieren der Bodenunebenheit vor dem Osttunnel den Grenzbereich überschritten und die Kontrolle über sein Auto verloren.[127]
- Eine Untersuchungskommission äußerte schließlich die Vermutung, ein Defekt an einem der Dunlop-Reifen habe den Unfall auslösen können.[128]

### Vermeidbarer Unfall ohne Konsequenzen
Courages Unfall wird rückblickend als vermeidbares Ereignis angesehen. Der Circuit Park Zandvoort galt schon in den 1960er-Jahren als besonders gefährlich. Bereits vor Courages Tod war es am Tunnel Oost zu mehreren schweren, teilweise tödlichen Unfällen gekommen, ohne dass Organisatoren oder Streckenbetreiber Konsequenzen aus den Ereignissen gezogen hätten. So war 1968 Chris Lambert bei einem Formel-2-Rennen, dessen zweiten Lauf Courage gewann, an fast gleicher Stelle von der Strecke abgekommen und, nachdem er den Fangzaun durchbrochen hatte, an den Folgen des anschließenden Aufpralls gestorben. In der Woche vor Courages Unfall waren Jack Brabham bei privaten Testfahrten und Pedro Rodríguez im Zeittraining auf der Strecke verunglückt. Auch nach dem Tod Courages wurde die Strecke zunächst nicht geändert. Drei Jahre später starb Roger Williamson beim Großen Preis der Niederlande an gleicher Stelle. Sein Unfall, bei dem ebenfalls ein schweres Feuer ausbrach, wies Parallelen zu dem von Courage auf.

## Zitate
Well, Dad, you had the War!

„Nun ja, Dad, Du hattest den Krieg!“

„Piers Courage konnte sehr schnell sein, aber er versuchte es immer zu hart. Piers war ein wunderbarer, charmanter Junge, aber er hätte nicht Rennfahrer sein sollen. Ich habe hartnäckig versucht, ihn davon abzubringen. Vergebens.“

Piers Courage was the greatest fun, utterly charming. They don’t make them like that any more.

„Piers Courage war extrem lustig, total charmant. Solche Menschen kriegen sie heute nicht mehr hin.“

## Statistik

### Karrierestationen
| - 1962–1963: Clubrennen - 1964: Formel 3 - 1965: Formel 3 - 1965: Formel 1 (nicht klassiert) - 1966: Formel 3 - 1966: Formel 1 (nicht klassiert) | - 1967: Tasman-Serie (nicht klassiert) - 1967: Formel-2-Europameisterschaft (Platz 4) - 1967: Formel 1 (nicht klassiert) - 1968: Tasman-Serie (Platz 3) - 1968: Formel-2-Europameisterschaft (Platz 3) - 1968: Formel 1 (Platz 20) | - 1969: Tasman-Serie (Platz 3) - 1969: Formel-2-Europameisterschaft - 1969: Formel 1 (Platz 8) - 1970: Formel 1 (nicht klassiert) |

### Formel 1

#### Gesamtübersicht Formel-1-Weltmeisterschaft
| Saison | Team                       | Chassis       | Motor           | Rennen | Siege | Zweiter | Dritter | Poles | schn. Rennrunden | Punkte | WM-Pos. |
| ------ | -------------------------- | ------------- | --------------- | ------ | ----- | ------- | ------- | ----- | ---------------- | ------ | ------- |
| 1966   | Ron Harris/Team Lotus      | Lotus 44      | Ford 1,0 L4     | 1      | –     | –       | –       | –     | –                | –      | –       |
| 1967   | Reg Parnell Racing         | Lotus 25      | BRM V8          | 1      | –     | –       | –       | –     | –                | –      | –       |
| 1967   | Reg Parnell Racing         | BRM P261      | BRM V8          | 2      | –     | –       | –       | –     | –                | –      | –       |
| 1968   | Reg Parnell Racing         | BRM P126      | BRM V12         | 11     | –     | –       | –       | –     | –                | 4      | 20      |
| 1969   | Frank Williams Racing Cars | Brabham BT26  | Cosworth DFV V8 | 10     | –     | 2       | –       | –     | –                | 16     | 8       |
| 1970   | Frank Williams Racing Cars | De Tomaso 505 | Cosworth DFV V8 | 5      | –     | –       | –       | –     | –                | –      | –       |
| Gesamt | Gesamt                     | Gesamt        | Gesamt          | 30     | –     | –       | –       | –     | –                | 20     |         |

#### Formel-1-Weltmeisterschaft: Einzelergebnisse
| Saison | 1   | 2   | 3   | 4   | 5   | 6   | 7 | 8   | 9   | 10  | 11  | 12 | 13 |
| ------ | --- | --- | --- | --- | --- | --- | - | --- | --- | --- | --- | -- | -- |
| 1966   |     |     |     |     |     |     |   |     |     |     |     |    |    |
|        |     |     |     |     | DNF |     |   |     |     |     |     |    |    |
| 1967   |     |     |     |     |     |     |   |     |     |     |     |    |    |
| DNF    | DNF |     |     |     |     | DNS |   |     |     |     |     |    |    |
| 1968   |     |     |     |     |     |     |   |     |     |     |     |    |    |
|        | DNF | DNF | DNF | DNF | 6   | 8   | 8 | 4   | DNF | DNF | DNF |    |    |
| 1969   |     |     |     |     |     |     |   |     |     |     |     |    |    |
|        | DNF | 2   | DNF | DNF | 5   | DNF | 5 | DNF | 2   | 10  |     |    |    |
| 1970   |     |     |     |     |     |     |   |     |     |     |     |    |    |
| DNF    | DNS | NC  | DNF | DNF |     |     |   |     |     |     |     |    |    |

#### Formel-1-Rennen ohne Weltmeisterschaftsstatus: Einzelergebnisse
| Saison | 1 | 2 | 3   | 4 | 5   | 6 | 7 |
| ------ | - | - | --- | - | --- | - | - |
| 1965   |   |   |     |   |     |   |   |
|        |   |   |     |   | DNQ |   |   |
| 1967   |   |   |     |   |     |   |   |
| DNS    | 7 |   |     |   |     |   |   |
| 1968   |   |   |     |   |     |   |   |
| DNS    |   | 5 | DNF |   |     |   |   |
| 1969   |   |   |     |   |     |   |   |
| DNF    | 5 |   | DNF |   |     |   |   |
| 1970   |   |   |     |   |     |   |   |
|        | 3 |   |     |   |     |   |   |

| Legende  | Legende            | Legende                                                          |
| Farbe    | Abkürzung          | Bedeutung                                                        |
| -------- | ------------------ | ---------------------------------------------------------------- |
| Gold     | –                  | Sieg                                                             |
| Silber   | –                  | 2. Platz                                                         |
| Bronze   | –                  | 3. Platz                                                         |
| Grün     | –                  | Platzierung in den Punkten                                       |
| Blau     | –                  | Klassifiziert außerhalb der Punkteränge                          |
| Violett  | DNF                | Rennen nicht beendet (did not finish)                            |
| Violett  | NC                 | nicht klassifiziert (not classified)                             |
| Rot      | DNQ                | nicht qualifiziert (did not qualify)                             |
| Rot      | DNPQ               | in Vorqualifikation gescheitert (did not pre-qualify)            |
| Schwarz  | DSQ                | disqualifiziert (disqualified)                                   |
| Weiß     | DNS                | nicht am Start (did not start)                                   |
| Weiß     | WD                 | zurückgezogen (withdrawn)                                        |
| Hellblau | PO                 | nur am Training teilgenommen (practiced only)                    |
| Hellblau | TD                 | Freitags-Testfahrer (test driver)                                |
| ohne     | DNP                | nicht am Training teilgenommen (did not practice)                |
| ohne     | INJ                | verletzt oder krank (injured)                                    |
| ohne     | EX                 | ausgeschlossen (excluded)                                        |
| ohne     | DNA                | nicht erschienen (did not arrive)                                |
| ohne     | C                  | Rennen abgesagt (cancelled)                                      |
| ohne     | keine WM-Teilnahme |                                                                  |
| sonstige | P/fett             | Pole-Position                                                    |
| sonstige | 1/2/3/4/5/6/7/8    | Punktplatzierung im Sprint-/Qualifikationsrennen                 |
| sonstige | SR/kursiv          | Schnellste Rennrunde                                             |
| sonstige | *                  | nicht im Ziel, aufgrund der zurückgelegten Distanz aber gewertet |
| sonstige | ()                 | Streichresultate                                                 |
| sonstige | unterstrichen      | Führender in der Gesamtwertung                                   |

### Formel-2-Europameisterschaft

#### Gesamtübersicht
| Saison | Team                       | Chassis       | Motor        | Rennen | Siege | Zweiter | Dritter | Poles | schn. Rennrunden | Punkte | WM-Pos. |
| ------ | -------------------------- | ------------- | ------------ | ------ | ----- | ------- | ------- | ----- | ---------------- | ------ | ------- |
| 1967   | John Coombs Racing         | McLaren M4A   | Cosworth FVA | 10     | –     | 1       | 1       | –     | –                | 24     | 4       |
| 1968   | Frank Williams Racing Cars | Brabham BT23C | Cosworth FVA | 7      | –     | 1       | 1       | 1     | –                | 13     | 6       |
| 1969   | Frank Williams Racing Cars | Brabham BT23C | Cosworth FVA | 4      | 1     | –       | 2       | –     | –                | –      | –       |
| 1969   | Frank Williams Racing Cars | De Tomaso 103 | Cosworth FVA | 1      | –     | –       | –       | –     | –                | –      | –       |
| Gesamt | Gesamt                     | Gesamt        | Gesamt       | 22     | 1     | 2       | 4       | 1     | –                | 37     |         |

#### Einzelergebnisse
| Saison | 1   | 2   | 3   | 4   | 5  | 6   | 7   | 8   | 9   | 10 |
| ------ | --- | --- | --- | --- | -- | --- | --- | --- | --- | -- |
| 1967   |     |     |     |     |    |     |     |     |     |    |
| 7      | DNF | 5   | 3   | 9   | 8  | 2   | DNF | DNF | DNF |    |
| 1968   |     |     |     |     |    |     |     |     |     |    |
| 3      | DNF | DNS | DNF | DNF | 10 | 2   |     |     |     |    |
| 1969   |     |     |     |     |    |     |     |     |     |    |
| 7      | 3   |     | 3   |     | 1  | DNF |     |     |     |    |

| Legende  | Legende            | Legende                                                          |
| Farbe    | Abkürzung          | Bedeutung                                                        |
| -------- | ------------------ | ---------------------------------------------------------------- |
| Gold     | –                  | Sieg                                                             |
| Silber   | –                  | 2. Platz                                                         |
| Bronze   | –                  | 3. Platz                                                         |
| Grün     | –                  | Platzierung in den Punkten                                       |
| Blau     | –                  | Klassifiziert außerhalb der Punkteränge                          |
| Violett  | DNF                | Rennen nicht beendet (did not finish)                            |
| Violett  | NC                 | nicht klassifiziert (not classified)                             |
| Rot      | DNQ                | nicht qualifiziert (did not qualify)                             |
| Rot      | DNPQ               | in Vorqualifikation gescheitert (did not pre-qualify)            |
| Schwarz  | DSQ                | disqualifiziert (disqualified)                                   |
| Weiß     | DNS                | nicht am Start (did not start)                                   |
| Weiß     | WD                 | zurückgezogen (withdrawn)                                        |
| Hellblau | PO                 | nur am Training teilgenommen (practiced only)                    |
| Hellblau | TD                 | Freitags-Testfahrer (test driver)                                |
| ohne     | DNP                | nicht am Training teilgenommen (did not practice)                |
| ohne     | INJ                | verletzt oder krank (injured)                                    |
| ohne     | EX                 | ausgeschlossen (excluded)                                        |
| ohne     | DNA                | nicht erschienen (did not arrive)                                |
| ohne     | C                  | Rennen abgesagt (cancelled)                                      |
| ohne     | keine WM-Teilnahme |                                                                  |
| sonstige | P/fett             | Pole-Position                                                    |
| sonstige | 1/2/3/4/5/6/7/8    | Punktplatzierung im Sprint-/Qualifikationsrennen                 |
| sonstige | SR/kursiv          | Schnellste Rennrunde                                             |
| sonstige | *                  | nicht im Ziel, aufgrund der zurückgelegten Distanz aber gewertet |
| sonstige | ()                 | Streichresultate                                                 |
| sonstige | unterstrichen      | Führender in der Gesamtwertung                                   |

### Le-Mans-Ergebnisse
| Jahr | Team                      | Fahrzeug          | Teamkollege          | Platzierung            | Ausfallgrund |
| ---- | ------------------------- | ----------------- | -------------------- | ---------------------- | ------------ |
| 1966 | Maranello Concessionaires | Ferrari 275 GTB/C | Roy Pike             | Rang 8 und Klassensieg |              |
| 1967 | Maranello Concessionaires | Ferrari 412P      | Richard Attwood      | Ausfall                | Ölpumpe      |
| 1969 | Equipe Matra Elf          | Matra MS650       | Jean-Pierre Beltoise | Rang 4                 |              |
| 1970 | Autodelta SpA             | Alfa Romeo T33/3  | Andrea de Adamich    | Ausfall                | Elektrik     |

### Sebring-Ergebnisse
| Jahr | Team             | Fahrzeug         | Teamkollege       | Platzierung | Ausfallgrund |
| ---- | ---------------- | ---------------- | ----------------- | ----------- | ------------ |
| 1970 | Autodelta S.P.A. | Alfa Romeo T33/3 | Andrea de Adamich | Rang 8      |              |

### Einzelergebnisse in der Sportwagen-Weltmeisterschaft
| Saison | Team                      | Rennwagen       | 1   | 2   | 3   | 4   | 5   | 6   | 7   | 8   | 9   | 10  | 11  | 12  | 13  | 14  |
| ------ | ------------------------- | --------------- | --- | --- | --- | --- | --- | --- | --- | --- | --- | --- | --- | --- | --- | --- |
| 1966   | Maranello Concessionaires | Ferrari 275 GTB | DAY | SEB | MON | TAR | SPA | NÜR | LEM | MUG | CCE | HOK | SIM | NÜR | ZEL |     |
| 1966   | Maranello Concessionaires | Ferrari 275 GTB |     |     |     | 8   |     |     |     |     |     |     |     |     |     |     |
| 1967   | Maranello Concessionaires | Ferrari 412P    | DAY | SEB | MON | SPA | TAR | NÜR | LEM | HOK | MUG | BRH | CCE | ZEL | OVI | NÜR |
| 1967   | Maranello Concessionaires | Ferrari 412P    |     |     |     | DNF |     |     |     |     |     |     |     |     |     |     |
| 1969   | Matra                     | Matra MS650     | DAY | SEB | BRH | MON | TAR | SPA | NÜR | LEM | WAT | ZEL |     |     |     |     |
| 1969   | Matra                     | Matra MS650     |     |     |     |     | 4   |     |     |     |     |     |     |     |     |     |
| 1970   | Autodelta                 | Alfa Romeo T33  | DAY | SEB | BRH | MON | TAR | SPA | NÜR | LEM | WAT | ZEL |     |     |     |     |
| 1970   | Autodelta                 | Alfa Romeo T33  |     | 8   | DNF | 13  | 41  |     | DNF | DNF |     |     |     |     |     |     |